# 倖田來未
倖田 來未（こうだ くみ、1982年11月13日 - ）は、日本の女性歌手。rhythm zone所属。京都市伏見区出身。身長154cm。本名は栗山 來未子（くりやま くみこ）。旧姓は神田（こうだ）。愛称はくぅちゃん。実妹は歌手のmisono、夫はBACK-ONのボーカルを務めるKENJI03。レコード会社はavex trax内のレーベルrhythm zone。

## 来歴

### デビュー前
3歳頃より、尺八を教えていた祖父と琴を教えていた母親の勧めで、日本舞踊の演者として初舞台を踏んでいる。小学校4年生時の1992年、太秦にある東映京都撮影所内にある東映俳優養成所の児童科クラスのオーディションを受け合格。この時は妹とレッスンに通い、隣接する東映太秦映画村での「おいらん道中」でかむろ役として出演していたという。その14年後、その東映京都撮影所で製作された仲間由紀恵主演の映画「大奥」の主題歌を倖田が歌唱することになる。この当時からオーディションを受け続けたが、いずれも書類審査で落選していた。
藤森中学校ではソフトテニス部に所属していたが途中で退部し、運動神経が良かったため、先生の勧めにより野球部に所属し、元プロ野球選手の赤松真人とは同級生でチームメイトだった。赤松とは現在も連絡を取り合っており、赤松の結婚式には倖田がビデオレターを贈り、赤松曰く「結婚についても相談を受けた」という。
京都精華女子高等学校2年生の1999年にエイベックス（エイベックスエンタテインメント）主催のオーディション「avex dream 2000」で初めて歌の審査を受けることができた。そのオーディションの最初と最後は岡本真夜の「Alone」で受け、岡本以外では髙橋真梨子の曲も歌った。ここで準グランプリを受賞し、同社でレッスンやトレーニングを無償受講できる権利および同社との専属契約権を獲得してデビューが決定した。この時、痩せていないということで本来は落選するはずのところを、面談で「キャラクターがあった」ということで受賞したという経緯がある。なお、これと並行してテレビ東京で放送していたオーディション番組『ASAYAN』内の「モーニング娘。追加メンバーオーディション」において2次審査を通過したが、こちらは辞退している。

### デビュー・下積み時代
2000年
- 11月、日本に先駆けてアメリカで1stシングル「TAKE BACK」を「KODA」名義でリリースし、全米で先行デビュー。全米ビルボードのダンスポップセールスチャートで初登場20位、最高18位を記録した。
- 12月6日、rhythm zoneより同曲で日本でもデビューを果たす。しかし日本では大きなヒットとはならなかった。倖田は当時のインタビューで「昔から音楽が好きだった。本能でオーディションとかに申し込んでました」「アイドルではなく、アーティストになりたい。顔とか関係なしに、歌さえ聴いてくれたらうれしい」と語っていた[8]。

2001年
- 5月9日、2ndシングル「Trust Your Love」をリリース。アメリカでリリースしたこのシングルのremix盤が、全米ビルボード総合 チャートで最高位19位を獲得し、日本人7人目のランクインの快挙となる。しかし、国内のオリコンチャートでは最高18位にとどまる。
- 10月3日、3rdシングル「COLOR OF SOUL」をリリース。この時MV撮影に当たり、「あまりにも太いので痩せないなら次のMVはアニメ化する」と言われたことから、8kgのダイエットに成功。

2003年
- スクウェア（現：スクウェア・エニックス）から発売されたPlayStation 2用ゲームソフト『ファイナルファンタジーX-2』のテーマ曲歌手に抜擢され、タイアップ曲が収録された7thシングル「real Emotion/1000の言葉」がオリコンチャート3位のヒットとなった。しかし、テレビには出演させないという事務所の方針の影響でもっぱらクラブなどで歌っていたためその後1年間ほどシングルセールスには恵まれなかった。この時、当時デビュー前だったSOUL'd OUTも同じクラブで歌っていたという。彼女はその当時を振り返り、「辛かったけど夜中3時ごろに歌ったりして、声帯が強くなったり度胸が据わったりした。下積み時代に感謝している」と語っている[9]。

### ブレイク〜全盛期
2004年
- 5月26日、11thシングル「LOVE & HONEY」をリリース。このシングルが、久々のトップ10入りのヒットを記録した。このシングルに収録された、本人も友情出演した映画『キューティーハニー』の主題歌でもあるアニメ「キューティーハニー」主題歌のカバー曲は、彼女の出世曲となった。「エロかっこいい」と形容される独自のスタイルを確立した。
- 年末、「LOVE & HONEY」ヒットの勢いを駆って各局のTV番組に出演。セクシーな衣装とダンスで世間の注目を集めた。

2005年
- 2月9日、4thアルバム『secret』をリリース。
- 6月22日、セクシーなイメージをさらに加速させた16thシングル「Butterfly」をリリース。
- 9月21日、「Butterfly」のヒットの勢いに乗って、5年間の集大成として自身初のベスト・アルバム『BEST〜first things〜』を発売する。発売時には「ベスト・アルバムがミリオンセラーとなったら、クラブのママをやります」と宣言し、ミリオンセラーを記録。1日限定で銀座に「club 倖田」を開店した。
- 12月7日から翌年2月22日まで、「12週連続シングルリリース」を行う。その第1弾シングルである19thシングル「you」は、自身初のオリコンチャート初登場1位を記録した。
- 12月31日、第47回日本レコード大賞を受賞。
- 同31日、『NHK紅白歌合戦』に初出場。

2006年
- 1月、第21回（2005年度）日本ゴールドディスク大賞 邦楽部門アーティスト・オブ・ザ・イヤーを受賞。またオリコンチャートで3楽曲同時トップ10入りという2003年のB'z以来、そして女性アーティストでは初の快挙を成し遂げた。
- 3月8日、12週連続発売シングルを全て収録したベスト・アルバム『BEST〜second session〜』をリリース、180万枚売り上げた。
- 3月、第20回『ゴールドディスク大賞』にてアーティストオブザイヤーを受賞。
- 5月24日、31stシングル「恋のつぼみ」を発売。タイトル曲は、自身もカメオ出演した関西テレビ・フジテレビ系ドラマ『ブスの瞳に恋してる』の主題歌。発売前から着うた配信が100万ダウンロードを記録する等、話題をさらった。
- 7月26日、32ndシングル「4 hot wave」を発売。初の4曲入りシングルとして話題を集め、自身のシングル史上最高売上を記録した。リリースに併せて1日限りの海の家を開店したイベント倖田浜を開催し、ライブイベントを行った。また、初の写真集『MAROC』を発売した。
- 10月18日、同じメロディーで歌詞とアレンジが違うというコンセプトでリリースした33rdシングル「夢のうた/ふたりで…」が、初登場1位を記録した。
- 11月17日にリリースされた台湾のマルチタレント・羅志祥のアルバム「SPESHOW」には、彼とのデュエット曲「Twinkle」が収録された。
- 11月20日、第39回ベストヒット歌謡祭ポップス部門グランプリ受賞。
- 12月、5thアルバム『Black Cherry』を発売。モンスターアルバムと銘打たれたこの作品は150万枚が初回出荷され、オリコンチャート4週連続1位を獲得。これは、2006年発売の女性アーティストのオリジナル盤としては最高記録となった。また、後に累積売り上げ枚数で100万枚を突破し、オリジナルアルバムとしては自己最高記録となった。
- 12月16日、第39回日本有線大賞を受賞。
- 12月30日、日本レコード大賞最優秀歌唱賞を受賞。

2007年
- 1月、第22回（2006年度）日本ゴールドディスク大賞 邦楽部門アーティスト・オブ・ザ・イヤーを二年連続で受賞。
- 3月14日、35thシングル「BUT/愛証」と、バラードベストアルバム『BEST〜BOUNCE & LOVERS〜』を同時発売。2週間後にLIVE DVDも発売し、3作連続リリースと話題になった。
- 4月、政府広報「ストップ！いじめ」にチャリティー・パーソナリティとして参加。
- 6月、自身プロデュースにより、ミュージックビデオなどで着用している7柄20色の振り袖「倖田來未Kimono Collection」を発表。
- 7月23日、パチンコ「KODA KUMI FEVER LIVE IN HALL」を発表し、TVCMにも登場し話題となった。
- 夏に、4曲入り全曲本人出演TVCMタイアップソング収録の36thシングル「FREAKY」を発売し、リリースイベントを開催。全世界同時生中継をされる。
- 9月12日、37thシングル「愛のうた」を発売。ノンタイアップながらロングセールスを記録した。
- 11月7日、東方神起とコラボした38thシングル「LAST ANGEL feat.東方神起」をリリース。
- 11月26日、第40回ベストヒット歌謡祭ポップス部門グランプリを2年連続で受賞。
- 12月1日、『KODA KUMI LIVE TOUR 2007〜Black Cherry〜』の最終公演で念願であった東京ドーム公演を開催。
- 12月30日、第49回日本レコード大賞で金賞を3年連続で受賞した。

2008年
- 1月30日には、6thアルバム『Kingdom』を発売。倖田王国をテーマに掲げてジャケット写真も撮影されている。アルバム収録全曲のMUSIC VIDEOを撮影し、販売するという画期的なアルバムとなった。
- 1月29日、ラジオ番組内での失言で謹慎を余儀なくされる（後述）。一方、6thアルバム『Kingdom』は、プロモーション活動の全面自粛にもかかわらずオリコンアルバムチャートで、初登場1位を獲得した[10]。
- 4月13日、ツアー『KODA KUMI LIVE TOUR 2008 〜Kingdom〜』（静岡エコパアリーナ）で72日ぶりにファンの前に姿を見せる。
- 5月26日、「BEAT CRUSADERS ヒダカトオルのオールナイトニッポン」内で失言について謝罪。
- 5月30日、自粛後初のテレビ番組出演となった『ミュージックステーション』で本格的に活動再開を果たす[11]。
- 6月11日、40thシングル『MOON』をリリースして本格的に復帰。収録曲の一つ「That Ain't Cool」で米人気ヒップホップグループ、ブラック・アイド・ピーズの紅一点・ファーギーとのコラボを披露。
- 6月21日、プロ野球セ・パ交流戦巨人×ソフトバンク戦の始球式を務めた。
- 7月から8月にかけて、a-nationに初の全公演出演。
- 8月1日、オールスターゲームで君が代を独唱。
- 8月7日、神宮外苑花火大会スペシャルライブ出演。
- 8月15日、J-WAVELIVE2000+8出演。
- 9月22日から、初のファンクラブイベント『KODA KUMI FAN CLUB EVENT 2008「Let's Party Vol.1」』を7会場11公演で開催。
- 11月21日から12月25日まで、クリスマスイベント『HEP FIVE×倖田來未「Lovers Xmas」』を行う。
- 10月7日、24時からインターネットラジオBrandnew Jの『Standby OH! MY RADIO』、24時30分から『OH! MY RADIO』の火曜日のナビゲーターに就任した。
- 10月18日、41stシングル「TABOO」を発売。それに合わせて1日限りのライブイベント『KODA KUMI Dirtyball room 〜One Night Show』を新木場STUDIO COASTで開催。
- 12月24日、42ndシングル「stay with me」をリリース。

2009年
- 3月25日、企画盤として、『KODA KUMI DRIVING HIT'S』と『OUT WORKS & COLLABORATION BEST』を同時リリース。
- 3月31日、実妹misonoとのコラボレーション曲「It's all Love!」を発売[12]。オリコンランキング発表開始以来、兄弟・姉妹ユニットとして初の初登場首位を獲得。初登場週以外での獲得を含めても、兄弟・姉妹ユニットによる首位は、ビリー・バンバン（メンバー構成：男2）、フィンガー5（男4女1）、ノーランズ（女5）に続く史上4組目で、姉妹としては2組目の記録。1980年11月24日付のノーランズ「ダンシング・シスター」以来、28年5ヶ月ぶりの記録となった。
- 7月、パチンコ台の第2弾「KODA KUMI FEVER LIVE IN HALL 2」を発表。
- 9月16日、45thシングル「Alive/Physical thing」をリリース。ライブ音源を収録するなど初の試みを行った。
- 10月3日と4日、台湾台北市の国立台湾大学総合体育館にて、自身初の単独海外公演を開催した。
- 12月31日、『NHK紅白歌合戦』で実妹misonoと共演。コラボ曲である「It's all Love!」と、自身の楽曲「Lick me♥」を披露した。

### デビュー10周年〜活動休止
2010年
- 2月3日、ベスト・アルバムとオリジナルアルバムがバンドルされた『BEST〜third universe〜 & 8th AL "UNIVERSE"』を発売。
- 4月から6月まで全国アリーナツアー『KODA KUMI LIVE TOUR 2010 UNIVERSE』を開催。10月6日発売の同ライブを収録したDVDはオリコンチャート第1位を獲得。これは2005-2010年まで6年間のDVDチャート首位獲得連続年数がソロアーティスト歴代単独1位の記録となる[13]。
- 7月3日・4日、横浜スタジアムで自身初の単独屋外ライブ『Koda Kumi Dream music park』を開催、日本人女性アーティストとしては初となる横浜スタジアム2DAYSのライブを成功させた。この模様はスカパー!にて日本で初めて3D映像での生中継が行われた。
- 7月7日、豪華4曲+1曲を収録した47thシングル「Gossip Candy」をリリース。リリースに併せてUstreamで倖田來未本人を5日間密着取材するという企画を行った。
- 8月から、「セブンイレブン」と“美容、健康、ダイエット”をコンセプトに6商品をプロデュースしたダイエット商品を発表した。期間限定商品であったものの、各商品の売上は好調で、販売延長となった[14]。「セブンイレブン」とのコラボレーションを記念した1日限定海の家を8月1日に開催。本人がプロデュース商品を宣伝し、ライブも行った。
- 9月22日、48thシングル「好きで、好きで、好きで。/あなただけが」をリリース。3つのバラードを収録し、ひとつのストーリーとなる3曲のMUSIC VIDEOも製作した。
- 10月13日、初のカバーアルバム『ETERNITY〜Love & Songs〜』をリリース。
- 10月12日から24日まで、東京・大阪でそれぞれ計4日間、計16公演に渡り、自身初となるビルボードライブを開催。
- 12月、東京ドームにて10周年最後のライブ『KODA KUMI 10th Anniversary 〜FANTASIA〜』を開催。邦楽ソロ女性アーティストとしては7人目、自身としても2007年以来、2度目の公演を敢行し、47,000人動員のチケットが即完。

2011年
- 2月2日、49thシングル「POP DIVA」を発売。それと同時に自身2冊目となる書籍『倖田歴』を発売した。
- 2月23日、前年に行われたビルボードライブの模様を収録したLIVE DVD『KODA KUMI "ETERNITY〜Love & Songs〜"at Billboard Live』を発売。
- 3月2日、9thアルバム『Dejavu』をリリース。
- 4月23日から、4年ぶり2度目となるホールツアー『Koda Kumi Live Tour 2011 〜Dejavu〜』を開催。3月11日に発生した東日本大震災の影響で延期、中止となる公演もあったものの、自身最大となる31カ所59公演を敢行、およそ15万人を動員した。また、同ツアーでは自身が震災のためのチャリティーダウンロード曲として発表した新曲「You are not alone」が披露されている。同曲は51stシングル「愛を止めないで」にカップリング曲として収録されている。
- 5月、10周年を記念して東京ドームにて行われたライブ映像『KODA KUMI 10th Anniversary〜FANTASIA〜』をリリース。「通算首位獲得数」・「首位獲得連続年数」・「作品別歴代DVD女性ソロアーティスト累積売上1位」の3冠を達成。
- 12月13日、4人組バンドBACK-ONのボーカル&ギター、KENJI03との結婚を公式HPで発表、16日に妊娠8週目であることも発表した。また事前に発表されていた翌2012年のライブツアーの中止と2012年秋に自身のバースデーライブを行うことを発表した。
- 12月31日、『NHK紅白歌合戦』に7回目となる出場を果たす。

2012年
- 1月25日、10thアルバム『JAPONESQUE』を発売。「アルバム首位連続年数」でソロ歴代3位となる。その後、産休に入る。
- 2月、全国ホールツアーのライブ映像『Koda Kumi Live Tour 2011 〜Dejavu〜』を発売。
- 3月、大人気リミックスシリーズ『KODA KUMI DRIVING HIT'S 4』発売。
- 7月16日、第一子となる男児を出産、18日に公式サイトにてそれを発表。
- 8月10日、5thリミックスアルバム『Beach Mix』を発売。
- 10月24日、53rdシングルとなる「Go to the top」を発売、これに合わせて10月23日発売のファッション雑誌『ViVi』(講談社)に登場し、表紙を飾った。これが復帰後初のメディア露出であり、復帰後初の仕事であることを彼女は『ViVi』のインタビュー内で明かしている。また、このシングルで3年ぶりにシングルでオリコン1位を獲得した。
- 11月7日発売の『BLENDA』より、自身初の連載となる「Love Diary」がスタート。
- 12月26日、54thシングル「恋しくて」をリリース。
- 12月31日、『NHK紅白歌合戦』に出演。自身8回目である。「Go to the top」を披露した。

### 活動再開〜「JAPONESQUE」
2013年
- 2月27日、自身2枚目となるカバーアルバム『Color the Cover』を発売。
- 3月16日、さいたまスーパーアリーナにて全国ツアー「Koda Kumi Live Tour 2013 JAPONESQUE」を始めた。このツアーでは、産休のため中止されていた『JAPONESQUE』と、『Color the Cover』の2作品が主にフィーチャーされている。
- 3月20日、復帰ライブ『Koda Kumi Premium Night〜Love & Songs〜』のDVD及びBlu-ray Disc、6枚目となるリミックスアルバム『KODA KUMI DRIVING HIT'S 5』がリリースされた。それと同時に『Koda Kumi Premium Night〜Love & Songs〜』のライブCDがファンクラブ及びレンタル限定発売され、過去のライブを収めたライブCDも5枚レンタル専売にてリリースされた。
- 3月23日、宮古島で開催されたMTVの音楽イベント「Isle of MTV Miyakojima」に出演した。同イベントは日本での開催は初となる。
- 7月31日、55thシングル「Summer Trip」を発売。
- 10月12日、台湾の国立台湾大学総合体育館にて自身2度目となる海外公演を行った。
- 10月27日より、自身2度目となるファンクラブ会員限定ライブハウスツアーを敢行。
- 11月13日、自身の誕生日に56thシングル「Dreaming Now!」を発売。誕生日のシングル発売は自身初となる。

### デビュー15周年〜「DNA」
2014年
- 2月14日、11thアルバム『Bon Voyage』を発売。オリコン週間ランキング1位を獲得した。
- 3月12日、自身3度目のホールツアー『Koda Kumi Hall Tour 2014 〜Bon Voyage〜』を行う。また、8月16日には台湾でファイナル公演が行われた。
- 9月、最先端テクノロジー 「Oculus Rift」を用いた360°の映像世界を体感できる世界初のVR（バーチャルリアリティ）ミュージックビデオ『Dance In The Rain』を制作、英・ロンドンで開催されたアートフェス「TENT LONDON」にて初披露[15]。
- 11月28日、ファーギーのソロシングル「L.A.LOVE（la la）ft. YG」のミュージックビデオにアジアの著名人代表として友情出演[16]。
- 12月6日、かつて初ワンマンライブを開催した新木場STUDIO COASTにて「Koda Kumi 15th Anniversary First Class 2nd LIMITED LIVE」と題してデビュー15周年突入記念ライブを開催。1st/3rdステージでは2014年-2007年にリリースしたシングル曲を、2nd/4thステージでは2006年-2000年にリリースしたシングル曲をカウントダウン&ノンストップメドレー形式で披露した[17]。

2015年
- 3月18日、12thアルバム『WALK OF MY LIFE』をリリース。
- デビュー15周年を迎え、アリーナツアー『Koda Kumi 15th Anniversary Live Tour 2015 〜WALK OF MY LIFE〜 supporterd by Mercedes-Benz』を開催。
- 7月22日、自身初となるサマー・コレクションアルバム『SUMMER of LOVE』をリリース。
- デビュー15周年を記念して、単独プレミアムコンサート『KODA KUMI 15th Anniversary LIVE The Artist』を開催。

2016年
- 1月20日、前作『SUMMER of LOVE』に続き、自身初となるバラード・コレクションアルバム『WINTER of LOVE』をリリース。
- 初の47都道府県ホールツアー『KODA KUMI LIVE TOUR 2016 〜Best Single Collection〜』を開催。
- 47都道府県ツアー開催を記念して、59thシングル『Shhh!』をライブ会場・mu-moショップ限定としてリリース。
- 10月12日から10月16日までの3泊5日、ハワイにてファンクラブイベントを開催。
- 11月20日、ユニバーサルスタジオジャパンにて、3度目のコンサート『KODA KUMI SPECIAL LIVE at UNIVERSAL STUDIOS JAPAN®』を開催。
- 2017年シーズン サガン鳥栖‟勝利の女神”に就任。
- 11月13日、47都道府県にも及んだ全国ホールツアー『KODA KUMI LIVE TOUR 2016 〜Best Single Collection〜』がこの日、沖縄・沖縄市民会館にてファイナルを迎えた。同アンコール内にて、来年度の2017年4月より2年連続となる47都道府県全国ツアーの開催が発表された。

2017年
- 3月8日、「2面性」をコンセプトに打ち立てた約2年半振りとなる13thアルバム『W FACE 〜inside〜』と14thアルバム『W FACE 〜outside〜』を2枚同時リリース。3/20付オリコン週間アルバムランキングで初登場1・2位にそれぞれランクインした。アルバム首位獲得は通算11作目で、オリジナル盤では9作連続となる。
- 2年連続となる全国47都道府県ホールツアー『KODA KUMI LIVE TOUR 2017 〜W FACE〜』を開催。
- 3月14日、NHKうたコンに生出演し「喜びのかけら」を歌唱した時は今回の作品ランキングで記録を達成したことやNHKホールの会場のお客様の暖かい声援や拍手で今までの色んな思いが込み上げて感極まって涙の絶唱となった。また放送中ステージフロア担当のスタッフ平野昌一の助言を思い出して喜びが込み上げたことものちのインタビューで語っている[18]。

2018年
- 1月1日、2枚のオリジナル・アルバムを発売することをオフィシャルサイトにて発表した。第1弾アルバム『AND』は2月28日に発売。
- 4月29日から6月17日にかけて、5年振りとなるファンクラブ会員限定ライブハウスツアー『Koda Kumi Fanclub Tour 〜AND〜』を開催。初日にサプライズ発表として、第2弾アルバム『DNA』が夏にリリースされることが発表された。
- 7月10日、BACK-ONとタッグを組んで制作した楽曲「Guess Who Is Back」がテレビアニメ『ブラッククローバー』のオープニングテーマに採用され[19]、同アニメをきっかけにヒットとなり、倖田の楽曲の中でSpotify世界中で最もストリーミングされた楽曲となった[20]。
- 8月22日、上述の通り、第2弾アルバム『DNA』が発売。
- 9月14日から、全35公演ホールツアー『KODA KUMI LIVE TOUR 2018 〜DNA〜』が福岡サンパレスから開催。
- 12月31日、倖田來未初のカウントダウンライブ『KODA KUMI LIVE TOUR 2018-2019 〜DNA〜 COUNTDOWN EDITION』をグランキューブ大阪にて開催。

### デビュー20周年〜現在
2019年
- 2月20日、倖田來未のリミックスアルバム『Driving Hit's』シリーズ発売から10年を記念し、Special Editionとして題した10枚目のリミックスアルバム「Koda Kumi Driving Hit's 9 -Special Edition-」を発売。
- 3月20日、昨年開催されたホールツアー『KODA KUMI LIVE TOUR 2018 - DNA -』のDVD及びBlu-rayが発売され、オリコン音楽DVDランキングにて、首位を獲得。
- 5月8日、2007年、2013年に開催されたツアーの復刻全国ホールツアー『KODA KUMI LIVE TOUR 2019 re(LIVE) 〜Black Cherry〜』、『KODA KUMI LIVE TOUR 2019 re(LIVE) 〜JAPONESQUE〜』を9月14日から開催することを発表した。
- 5月11日、倖田來未がスペシャルサポーター "勝利の女神"に就任している佐賀のサッカーチーム サガン鳥栖の試合『2019明治安田生命Ｊ１リーグ』第11節 サガン鳥栖vsガンバ大阪 にてキックインセレモニーを行った。
- 6月20日、ベトナムで開催される音楽イベント『「響きあうアジア2019」ASEAN-Japan Music Festival 2019 in VIETNAM  -prayer for peace-』にATSUSHIと三浦大知と共に日本代表アーティストとして出演が決定した。
- 7月20日、秋に17枚目のオリジナル・アルバム『re(CORD)』をリリースする事を発表。先駆けとしてリッキー・マーティンが1999年に発表した楽曲「Livin' La Vida Loca」のカバーMVをYouTubeにおいて独占公開がなされた。なお、新曲は当日に開催された野外フェス「a-nation 2019」の青森公演において初披露された。
- 11月3日、17枚目のアルバム『re(CORD)』が自身の誕生日でもある同日にリリースされた。
- 12月31日、ももいろ歌合戦（BS日テレ・ニッポン放送・AbemaTVなど）へ初出場。

2020年
- 3月11日、11枚目のリミックス・アルバム「re(MIX)」、昨年開催されたホールツアー『KODA KUMI LIVE TOUR 2019 re(LIVE) 〜Black Cherry〜』及び『KODA KUMI LIVE TOUR 2019 re(LIVE) 〜JAPONESQUE〜』DVDとBlu-rayが同日に発売された。
- 7月8日、9月12日から始まるデビュー20周年を記念したアリーナツアー『KODA KUMI 20th ANNIVERSARY TOUR 2020 MY NAME IS...』を政府機関・コンサート開催都市のガイドラインを遵守し、来場者数を定員の半分に設定するなど、新型コロナウイルス感染症拡大予防対策を最優先し、開催することを公式サイトにて発表した。
- 7月30日、9月11日にファンクラブ限定アルバム『MY NAME IS...』を発売することを発表した。
- 10月10日、12月2日に自身初のミニアルバム『angeL［MY NAME IS...］』及び『monsteR［MY NAME IS...］』を2枚同時にリリースすることが、上述の20周記念ツアーの名古屋公演においてサプライズ発表された。

2021年
- 4月24日、6月26日よりデビュー20周年を記念してキャリア初となるトークショー『KODA KUMI 20th ANNIVERSARY 〜Special Talk Show〜』を開催する旨を、自身のファンクラブ限定企画「月刊クミコさん vol.4」内において発表された。前年に行われた全国ツアー同様に、感染対策などの経験を踏まえて実施された。
- 7月5日、3カ月連続で新曲を配信限定でリリースされる。第1弾「We'll Be OK」は7月28日、第2弾「Doo-Bee-Doo-Bop」は8月18日、第3弾「to be free」は9月6日にそれぞれ配信された。第3弾と同日には前述の配信シングルが全て収録された、およそ4年ぶりの63枚目のシングル『SUMMER OF '21』をファンクラブ限定で発売。
- 9月15日、12月6日（デビュー日）に20周年イヤーの締めくくりとしておよそ、11年ぶりとなるオールタイム・ベストアルバム『BEST 〜2000-2020〜』が発売された。
- 12月6日、2022年4月よりZeppを含めた全国ライブハウスツアー『KODA KUMI Love & Songs 2022』を開催。2018年のファンクラブ限定ツアー以来のバンド編成で行われた。

## 人物
- 新聞のテレビ欄など一部メディアでの表記は「倖田來未」ではなく「倖田来未」である[注 1]。
- 総合的に人を楽しませるエンターテイナーを目指している[9]。
- 前述の通り、デビューから5年の間は下積み時代を経験している。当時はテレビ出演の代わりにデビュー直後から年間100本のクラブ巡業を行い、当日本番までにお風呂とサウナで時間を潰し、ヘアメイク系やスタイリスト系の担当もおらず、全て自分で行っていたという。隣のクラブでデビューも同時期だったAIとは当時、戦友として意識していたがこの出会いがきっかけとなり、数年経った2021年にフジテレビ系列の大型音楽番組『FNS歌謡祭』にて初共演をし、現在も親交を深めているという[21]。
- デビューして間もない頃、自身が所属していたavex主催による野外イベント『a-nation』のオープニングアクトとして初出演。同所属の浜崎あゆみやEvery Little Thingのトーク（MC）の手法や煽りを参考とし、観客を煽らせた。しかし、当時の倖田は無名で尚且つ研修生という事もあり、観客の反応が薄く一切無かった。この一件が原因となり会長の松浦勝人より「物凄い偉そうに見える。倖田のことは誰も知らないから、ちょっと上から目線のMCはダメ」と告げられ4年間（自身のワンマンライブの間）、MCやトークなどを禁止されていた[22]。その後、音楽番組HEY!HEY!HEY!において司会の浜田雅功からのアドバイスによってトークも解禁となった[23]。
- これまでに何度か歌手を辞めようと考えたことがある。1度目は7thシングル「real Emotion」で初めて大きなタイアップをもらった時で、それでも売れなかったら自分には才能がないので辞めた方がいいのではと考えた[24]。2度目は失言騒動でテレビに出演できなかった時期、そして3度目は2011年の結婚のタイミングだった[24]。結婚や出産は、実はそのまま“妻として、母として”だけの道を選んでいてもおかしくないタイミングだった。もともと自分では「10年くらいで“倖田來未”という人生を終えるのかな」と思っていた。ずっと流行についていけるのかという不安もあり、だったらそのくらいで辞めた方が格好良いのではないかと考えていたからである。しかし家族が「倖田來未としてこれからも走り続けるべきなんじゃないか？」と言ってくれたことと周囲の手厚いバックアップによって、自分自身でも「2ndステージのスタートを輝かしく切れたらいいな」と思えるようになり、復帰を決意した[25]。

### 音楽性
- エイベックスの中でもR&B・ヒップホップ系アーティストの多いrhythm zoneレーベルに所属。きっかけは「DOUBLEみたいなアーティストの曲を歌いたい」とスタッフに告げたことから。
- 好きなアーティストはSugar Soul、m-flo[8]。
- マドンナ、ジャネット・ジャクソン、ビヨンセ、クリスティーナ・アギレラといった海外アーティストのように同性から支持を受ける女性アーティストになりたいと思っているが、デビュー前は洋楽を聴いていなかった[26]。
- 洋楽寄りの曲も歌うがもともと歌謡曲も通ってきているので、トラックがカッコいいのは当たり前でやはり大事なのはメロディだと考えている[24]。
- 世間的イメージとは異なり、自分ではバラードシンガーと呼ばれるようになりたいと思っている[26]。
- 敬愛しているアーティストはDREAMS COME TRUEと岡本真夜。DREAMS COME TRUEのライブビデオを観て歌手に憧れて芸能界入りを志し、エイベックスのオーディションでは岡本真夜の「Alone」を歌った[5][6]。
- 初めて買ったCDは広瀬香美の「ロマンスの神様」[5]。
- 椎名林檎の「ギブス」について「女性像がすごくかっこいいと印象を受けた曲で衝撃的だったイメージがある」と語っている[27]。

### 失言騒動と活動自粛
2008年1月29日、ラジオの特別番組「倖田來未のオールナイトニッポン」内で「35歳をまわるとお母さんの羊水が腐ってくるんですよね」と発言、これが問題となった。公式・エイベックス・ニッポン放送サイトで自らの発言に対する謝罪文を掲載。30日、アルバムのプロモーション活動を全面自粛し自宅謹慎することを発表。CM出演中の企業サイト休止やCM放送の中止という事態に及んだ。2月7日、報道番組内で「結婚したばかりの女性マネージャーに、早く子供を産んでほしいという気持ちからの発言であったが、（医学的）知識のない中、軽はずみな言動で多くの人に誤った知識を伝え、その心を傷付けた」と涙ながらに謝罪した。
一方、6thアルバム『Kingdom』は、プロモーション活動の全面自粛にもかかわらずオリコンアルバムチャートで、初登場1位を獲得した。4月13日、ツアー『KODA KUMI LIVE TOUR 2008 〜Kingdom〜』静岡エコパアリーナで72日ぶりにファンの前に姿を見せ、5月26日、「BEAT CRUSADERS ヒダカトオルのオールナイトニッポン」内で失言について謝罪。5月30日、自粛後初のTV『ミュージックステーション』出演で本格的に活動再開を果たした。

### その他
- 犬を飼っている。名前は「ライム」と「シエル」。
- ファンクラブは「倖田組」と「playroom」。
- 氷川きよしとは歌手デビューが同期と言う関係である[33]。

## ディスコグラフィ

### シングル

#### CDシングル
| 枚       | 発売日         | タイトル                              | 規格                               | 規格                                                                         | 規格品番     | 最高位   | 収録アルバム                                                          |          |          |
| 2000年代 | 2000年代       | 2000年代                              | 2000年代                           | 2000年代                                                                     | 2000年代     | 2000年代 | 2000年代                                                              | 2000年代 | 2000年代 |
| -------- | -------------- | ------------------------------------- | ---------------------------------- | ---------------------------------------------------------------------------- | ------------ | -------- | --------------------------------------------------------------------- | -------- | -------- |
| 1        | 2000年12月6日  | TAKE BACK                             | CD-DA                              | CD-DA                                                                        | RZCD-45018   | 59位     | 1stアルバム 「affection」                                             |          |          |
| 2        | 2001年5月9日   | Trust Your Love                       | CD-DA                              | CD-DA                                                                        | RZCD-45023   | 18位     | 1stアルバム 「affection」                                             |          |          |
| 3        | 2001年10月3日  | COLOR OF SOUL                         | CD-DA                              | CD-DA                                                                        | RZCD-45036   | 29位     | 1stアルバム 「affection」                                             |          |          |
| 4        | 2002年3月13日  | So Into You                           | CD-DA                              | CD-DA                                                                        | RZCD-45055   | 50位     | 1stアルバム 「affection」                                             |          |          |
| 5        | 2002年7月24日  | love across the ocean                 | CCCD                               | CCCD                                                                         | RZCD-45061   | 19位     | 2ndアルバム 「grow into one」                                         |          |          |
| 6        | 2002年12月11日 | m・a・z・e                            | CCCD                               | CCCD                                                                         | RZCD-45064   | 25位     | 2ndアルバム 「grow into one」                                         |          |          |
| 7        | 2003年3月5日   | real Emotion/1000の言葉               | CCCD                               | CCCD                                                                         | RZCD-45080   | 3位      | 2ndアルバム 「grow into one」                                         |          |          |
| 8        | 2003年8月27日  | COME WITH ME                          | CCCD                               | CCCD                                                                         | RZCD-45095   | 14位     | 3rdアルバム 「feel my mind」                                          |          |          |
| 9        | 2003年12月10日 | Gentle Words                          | CCCD                               | CCCD                                                                         | RZCD-45099   | 15位     | 3rdアルバム 「feel my mind」                                          |          |          |
| 10       | 2004年1月15日  | Crazy 4 U                             | CCCD                               | CCCD                                                                         | RZCD-45113   | 12位     | 3rdアルバム 「feel my mind」                                          |          |          |
| 11       | 2004年5月26日  | LOVE & HONEY                          | CCCD+DVD                           | CCCD+DVD                                                                     | RZCD-45128   | 4位      | 4thアルバム 「secret」                                                |          |          |
| 11       | 2004年5月26日  | LOVE & HONEY                          | CCCD                               | CCCD                                                                         | RZCD-45129   | 4位      | 4thアルバム 「secret」                                                |          |          |
| 12       | 2004年7月28日  | Chase                                 | CCCD                               | CCCD                                                                         | RZCD-45137   | 18位     | 4thアルバム 「secret」                                                |          |          |
| 13       | 2004年9月8日   | 奇跡                                  | CCCD+DVD                           | CCCD+DVD                                                                     | RZCD-45141   | 7位      | 4thアルバム 「secret」                                                |          |          |
| 13       | 2004年9月8日   | 奇跡                                  | CCCD                               | CCCD                                                                         | RZCD-45142   | 7位      | 4thアルバム 「secret」                                                |          |          |
| 14       | 2005年1月19日  | hands                                 | CD+DVD                             | CD+DVD                                                                       | RZCD-45168   | 7位      | 4thアルバム 「secret」                                                |          |          |
| 14       | 2005年1月19日  | hands                                 | CD                                 | CD                                                                           | RZCD-45169   | 7位      | 4thアルバム 「secret」                                                |          |          |
| 15       | 2005年4月13日  | Hot Stuff feat. KM-MARKIT             | CD+DVD                             | 3万枚生産限定盤                                                              | RZCD-45207   | 10位     | 4thアルバム 「secret」                                                |          |          |
| 16       | 2005年6月22日  | Butterfly                             | CD+DVD                             | CD+DVD                                                                       | RZCD-45213   | 2位      | ベストアルバム 「BEST〜first things〜」                               |          |          |
| 16       | 2005年6月22日  | Butterfly                             | CD                                 | CD                                                                           | RZCD-45214   | 2位      | ベストアルバム 「BEST〜first things〜」                               |          |          |
| 17       | 2005年8月10日  | flower                                | CD                                 | CD                                                                           | RZCD-45270   | 4位      | ベストアルバム 「BEST〜first things〜」                               |          |          |
| 18       | 2005年9月7日   | Promise/Star                          | CD+DVD                             | CD+DVD                                                                       | RZCD-45242/B | 4位      | ベストアルバム 「BEST〜first things〜」                               |          |          |
| 18       | 2005年9月7日   | Promise/Star                          | CD                                 | CD                                                                           | RZCD-45243   | 4位      | ベストアルバム 「BEST〜first things〜」                               |          |          |
| 19       | 2005年12月7日  | you                                   | CD                                 | CD                                                                           | RZCD-45301   | 1位      | ベストアルバム 「BEST〜second session〜」                             |          |          |
| 20       | 2005年12月14日 | Birthday Eve                          | CD                                 | 5万枚生産限定盤                                                              | RZCD-45302   | 6位      | ベストアルバム 「BEST〜second session〜」                             |          |          |
| 21       | 2005年12月21日 | D.D.D. feat. SOULHEAD                 | CD                                 | 5万枚生産限定盤                                                              | RZCD-45303   | 5位      | ベストアルバム 「BEST〜second session〜」                             |          |          |
| 22       | 2005年12月28日 | Shake It Up                           | CD                                 | 5万枚生産限定盤                                                              | RZCD-45304   | 6位      | ベストアルバム 「BEST〜second session〜」                             |          |          |
| 23       | 2006年1月4日   | Lies                                  | CD                                 | 5万枚生産限定盤                                                              | RZCD-45305   | 7位      | ベストアルバム 「BEST〜second session〜」                             |          |          |
| 24       | 2006年1月11日  | feel                                  | CD                                 | 5万枚生産限定盤                                                              | RZCD-45306   | 1位      | ベストアルバム 「BEST〜second session〜」                             |          |          |
| 25       | 2006年1月18日  | Candy feat.Mr. Blistah                | CD                                 | 5万枚生産限定盤                                                              | RZCD-45308   | 3位      | ベストアルバム 「BEST〜second session〜」                             |          |          |
| 26       | 2006年1月25日  | No Regret                             | CD                                 | CD                                                                           | RZCD-45307   | 4位      | ベストアルバム 「BEST〜second session〜」                             |          |          |
| 27       | 2006年2月1日   | 今すぐ欲しい                          | CD                                 | 5万枚生産限定盤                                                              | RZCD-45309   | 5位      | ベストアルバム 「BEST〜second session〜」                             |          |          |
| 28       | 2006年2月8日   | KAMEN feat.石井竜也                   | CD                                 | 5万枚生産限定盤                                                              | RZCD-45310   | 3位      | ベストアルバム 「BEST〜second session〜」                             |          |          |
| 29       | 2006年2月15日  | WIND                                  | CD                                 | 5万枚生産限定盤                                                              | RZCD-45311   | 3位      | ベストアルバム 「BEST〜second session〜」                             |          |          |
| 30       | 2006年2月22日  | Someday/Boys♥Girls                    | CD                                 | CD                                                                           | RZCD-45312   | 3位      | ベストアルバム 「BEST〜second session〜」                             |          |          |
| 31       | 2006年5月24日  | 恋のつぼみ                            | CD+DVD                             | CD+DVD                                                                       | RZCD-45401/B | 2位      | 5thアルバム 「Black Cherry」                                          |          |          |
| 31       | 2006年5月24日  | 恋のつぼみ                            | CD                                 | CD                                                                           | RZCD-45402   | 2位      | 5thアルバム 「Black Cherry」                                          |          |          |
| 32       | 2006年7月26日  | 4 hot wave                            | CD+DVD                             | 初回限定盤(DVDメイキング映像収録)                                            | RZCD-45434   | 2位      | 5thアルバム 「Black Cherry」                                          |          |          |
| 32       | 2006年7月26日  | 4 hot wave                            | CD                                 | 通常盤                                                                       | RZCD-45435   | 2位      | 5thアルバム 「Black Cherry」                                          |          |          |
| 33       | 2006年10月18日 | 夢のうた/ふたりで…                    | CD+DVD                             | 初回限定盤(CD「夢のうた〜Quartet version〜」収録)                            | RZCD-45468/B | 1位      | 5thアルバム 「Black Cherry」                                          |          |          |
| 33       | 2006年10月18日 | 夢のうた/ふたりで…                    | CD+DVD                             | 通常盤                                                                       | RZCD-45468/B | 1位      | 5thアルバム 「Black Cherry」                                          |          |          |
| 33       | 2006年10月18日 | 夢のうた/ふたりで…                    | CD                                 | 初回限定盤(CD「夢のうた〜Quartet version〜」収録)                            | RZCD-45469   | 1位      | 5thアルバム 「Black Cherry」                                          |          |          |
| 33       | 2006年10月18日 | 夢のうた/ふたりで…                    | CD                                 | 通常盤                                                                       | RZCD-45469   | 1位      | 5thアルバム 「Black Cherry」                                          |          |          |
| 34       | 2006年12月6日  | Cherry Girl/運命                      | CD+DVD                             | 初回限定盤(CD「Cherry Girl -Space Cowboy Remix-」収録)                       | RZCD-45503/B | 3位      | 5thアルバム 「Black Cherry」                                          |          |          |
| 34       | 2006年12月6日  | Cherry Girl/運命                      | CD+DVD                             | 通常盤                                                                       | RZCD-45503/B | 3位      | 5thアルバム 「Black Cherry」                                          |          |          |
| 34       | 2006年12月6日  | Cherry Girl/運命                      | CD                                 | 初回限定盤(CD「Cherry Girl -Space Cowboy Remix-」収録)                       | RZCD-45504   | 3位      | 5thアルバム 「Black Cherry」                                          |          |          |
| 34       | 2006年12月6日  | Cherry Girl/運命                      | CD                                 | 通常盤                                                                       | RZCD-45504   | 3位      | 5thアルバム 「Black Cherry」                                          |          |          |
| 35       | 2007年3月14日  | BUT/愛証                              | CD+DVD                             | 初回限定盤(CD「BUT 〜The Ghettobots remix〜」収録)                           | RZCD-45561   | 2位      | 6thアルバム 「Kingdom」                                               |          |          |
| 35       | 2007年3月14日  | BUT/愛証                              | CD+DVD                             | 通常盤                                                                       | RZCD-45561   | 2位      | 6thアルバム 「Kingdom」                                               |          |          |
| 35       | 2007年3月14日  | BUT/愛証                              | CD                                 | 初回限定盤(CD「BUT 〜The Ghettobots remix〜」収録)                           | RZCD-45562   | 2位      | 6thアルバム 「Kingdom」                                               |          |          |
| 35       | 2007年3月14日  | BUT/愛証                              | CD                                 | 通常盤                                                                       | RZCD-45562   | 2位      | 6thアルバム 「Kingdom」                                               |          |          |
| 36       | 2007年6月27日  | FREAKY                                | CD+DVD                             | 初回限定盤(CD4曲のRemix収録)                                                 | RZCD-45616   | 1位      | 6thアルバム 「Kingdom」                                               |          |          |
| 36       | 2007年6月27日  | FREAKY                                | CD+DVD                             | 通常盤                                                                       | RZCD-45616   | 1位      | 6thアルバム 「Kingdom」                                               |          |          |
| 36       | 2007年6月27日  | FREAKY                                | CD                                 | 初回限定盤(CD4曲のRemix収録)                                                 | RZCD-45617   | 1位      | 6thアルバム 「Kingdom」                                               |          |          |
| 36       | 2007年6月27日  | FREAKY                                | CD                                 | 通常盤                                                                       | RZCD-45617   | 1位      | 6thアルバム 「Kingdom」                                               |          |          |
| 37       | 2007年9月12日  | 愛のうた                              | CD+DVD                             | 初回限定盤(CD「愛のうた URBAN KISS Version」収録)                            | RZCD-45715   | 2位      | 6thアルバム 「Kingdom」                                               |          |          |
| 37       | 2007年9月12日  | 愛のうた                              | CD+DVD                             | 通常盤                                                                       | RZCD-45715   | 2位      | 6thアルバム 「Kingdom」                                               |          |          |
| 37       | 2007年9月12日  | 愛のうた                              | CD                                 | 初回限定盤(CD「愛のうた URBAN KISS Version」収録)                            | RZCD-45716   | 2位      | 6thアルバム 「Kingdom」                                               |          |          |
| 37       | 2007年9月12日  | 愛のうた                              | CD                                 | 通常盤                                                                       | RZCD-45716   | 2位      | 6thアルバム 「Kingdom」                                               |          |          |
| 38       | 2007年11月7日  | LAST ANGEL feat.東方神起              | CD+DVD                             | CD+DVD                                                                       | RZCD-45766   | 3位      | 6thアルバム 「Kingdom」                                               |          |          |
| 38       | 2007年11月7日  | LAST ANGEL feat.東方神起              | CD                                 | CD                                                                           | RZCD-45767   | 3位      | 6thアルバム 「Kingdom」                                               |          |          |
| 39       | 2008年1月23日  | anytime                               | CD+DVD                             | 完全生産限定盤                                                               | RZCD-45832   | 4位      | 6thアルバム 「Kingdom」                                               |          |          |
| 39       | 2008年1月23日  | anytime                               | CD                                 | 完全生産限定盤                                                               | RZCD-45833   | 4位      | 6thアルバム 「Kingdom」                                               |          |          |
| 39       | 2008年1月23日  | anytime                               | CD                                 | レンタル盤                                                                   | ー           | ー       | 6thアルバム 「Kingdom」                                               |          |          |
| 40       | 2008年6月11日  | MOON                                  | CD+DVD                             | 初回限定盤(CD「Moon Crying Piano Version」+DVD「Moon Crying」ライブ映像収録) | RZCD-45934   | 2位      | 7thアルバム 「TRICK」                                                 |          |          |
| 40       | 2008年6月11日  | MOON                                  | CD+DVD                             | 通常盤                                                                       | RZCD-45934   | 2位      | 7thアルバム 「TRICK」                                                 |          |          |
| 40       | 2008年6月11日  | MOON                                  | CD                                 | 初回限定盤(CD「Moon Crying Piano Version」収録)                              | RZCD-45935   | 2位      | 7thアルバム 「TRICK」                                                 |          |          |
| 40       | 2008年6月11日  | MOON                                  | CD                                 | 通常盤                                                                       | RZCD-45935   | 2位      | 7thアルバム 「TRICK」                                                 |          |          |
| 41       | 2008年10月8日  | TABOO                                 | CD+DVD                             | CD+DVD                                                                       | RZCD-46071   | 1位      | 7thアルバム 「TRICK」                                                 |          |          |
| 41       | 2008年10月8日  | TABOO                                 | CD                                 | CD                                                                           | RZCD-46072   | 1位      | 7thアルバム 「TRICK」                                                 |          |          |
| 41       | 2008年10月8日  | TABOO                                 | CD                                 | ファンクラブ限定盤                                                           | RZC1-46073   | ー       | 7thアルバム 「TRICK」                                                 |          |          |
| 42       | 2008年12月24日 | stay with me                          | CD+DVD                             | CD+DVD                                                                       | RZCD-46119   | 1位      | 7thアルバム 「TRICK」                                                 |          |          |
| 42       | 2008年12月24日 | stay with me                          | CD                                 | CD                                                                           | RZCD-46120   | 1位      | 7thアルバム 「TRICK」                                                 |          |          |
| 42       | 2008年12月24日 | stay with me                          | CD                                 | ファンクラブ限定盤                                                           | RZC1-46121   | ー       | 7thアルバム 「TRICK」                                                 |          |          |
| 43       | 2009年3月31日  | It's all Love! 倖田來未×misono        | CD+DVD                             | CD+DVD                                                                       | RZCD-46183/B | 1位      | 8thアルバム 「UNIVERSE」                                              |          |          |
| 43       | 2009年3月31日  | It's all Love! 倖田來未×misono        | CD                                 | CD                                                                           | RZCD-46184   | 1位      | 8thアルバム 「UNIVERSE」                                              |          |          |
| 43       | 2009年3月31日  | It's all Love! 倖田來未×misono        | CD                                 | ファンクラブ限定盤                                                           | RZC1-46185   | ー       | 8thアルバム 「UNIVERSE」                                              |          |          |
| 44       | 2009年7月8日   | 3 SPLASH                              | CD+DVD                             | Remix(3曲収録)盤                                                             | RZCD-46328   | 2位      | 8thアルバム 「UNIVERSE」                                              |          |          |
| 44       | 2009年7月8日   | 3 SPLASH                              | CD+DVD                             | 初回限定オリジナルポーチ付                                                   | RZCD-46329   | 2位      | 8thアルバム 「UNIVERSE」                                              |          |          |
| 44       | 2009年7月8日   | 3 SPLASH                              | CD                                 | 通常盤                                                                       | RZCD-46330   | 2位      | 8thアルバム 「UNIVERSE」                                              |          |          |
| 45       | 2009年9月16日  | Alive/Physical thing                  | CD+DVD                             | 初回限定盤(DVD「TRICK TOUR 2009」トレーラー映像収録)                         | RZCD-46368/B | 1位      | 8thアルバム 「UNIVERSE」                                              |          |          |
| 45       | 2009年9月16日  | Alive/Physical thing                  | CD+DVD                             | 通常盤                                                                       | RZCD-46368/B | 1位      | 8thアルバム 「UNIVERSE」                                              |          |          |
| 45       | 2009年9月16日  | Alive/Physical thing                  | CD                                 | 初回限定盤(CD「TRICK」「Joyful」ライブバージョン2曲収録)                     | RZCD-46369   | 1位      | 8thアルバム 「UNIVERSE」                                              |          |          |
| 45       | 2009年9月16日  | Alive/Physical thing                  | CD                                 | 通常盤                                                                       | RZCD-46369   | 1位      | 8thアルバム 「UNIVERSE」                                              |          |          |
| 2010年代 |                |                                       |                                    |                                                                              |              |          |                                                                       |          |          |
| 46       | 2010年1月20日  | Can We Go Back                        | CD+DVD                             | 完全生産限定盤                                                               | RZCD-46454   | 2位      | 8thアルバム 「UNIVERSE」                                              |          |          |
| 46       | 2010年1月20日  | Can We Go Back                        | CD                                 | 完全生産限定盤                                                               | RZCD-46455   | 2位      | 8thアルバム 「UNIVERSE」                                              |          |          |
| 47       | 2010年7月7日   | Gossip Candy                          | CD+DVD                             | 初回限定盤(CD「Got To Be Real」収録)                                         | RZCD-46588   | 4位      | 9thアルバム 「Dejavu」                                                |          |          |
| 47       | 2010年7月7日   | Gossip Candy                          | CD                                 | 通常盤                                                                       | RZCD-46589   | 4位      | 9thアルバム 「Dejavu」                                                |          |          |
| 47       | 2010年7月7日   | Gossip Candy                          | CD+ギャップ                        | ライブ会場・mu-moショップ限定盤(グリーン)                                    | RZC1-46590   | ー       | 9thアルバム 「Dejavu」                                                |          |          |
| 47       | 2010年7月7日   | Gossip Candy                          | CD+ギャップ                        | ライブ会場・mu-moショップ限定盤(レッド)                                      | RZC1-46590   | ー       | 9thアルバム 「Dejavu」                                                |          |          |
| 47       | 2010年7月7日   | Gossip Candy                          | CD+ギャップ                        | ライブ会場・mu-moショップ限定盤(イエロー)                                    | RZC1-46590   | ー       | 9thアルバム 「Dejavu」                                                |          |          |
| 48       | 2010年9月22日  | 好きで、好きで、好きで。/あなただけが | CD+DVD                             | CD+DVD                                                                       | RZCD-46621   | 2位      | 9thアルバム 「Dejavu」                                                |          |          |
| 48       | 2010年9月22日  | 好きで、好きで、好きで。/あなただけが | CD                                 | CD                                                                           | RZCD-46622   | 2位      | 9thアルバム 「Dejavu」                                                |          |          |
| 48       | 2010年9月22日  | 好きで、好きで、好きで。/あなただけが | CD                                 | mu-moショップ限定盤A                                                         | RZC1-46688   | ー       | 9thアルバム 「Dejavu」                                                |          |          |
| 48       | 2010年9月22日  | 好きで、好きで、好きで。/あなただけが | CD                                 | mu-moショップ限定盤B                                                         | RZC1-46689   | ー       | 9thアルバム 「Dejavu」                                                |          |          |
| 49       | 2011年2月2日   | POP DIVA                              | CD+DVD                             | 完全生産限定盤                                                               | RZCD-46811/B | 4位      | 9thアルバム 「Dejavu」                                                |          |          |
| 49       | 2011年2月2日   | POP DIVA                              | CD                                 | 完全生産限定盤                                                               | RZCD-46812   | 4位      | 9thアルバム 「Dejavu」                                                |          |          |
| 49       | 2011年2月2日   | POP DIVA                              | CD                                 | 東京ドーム記念盤                                                             | RZC1-46813   | ー       | 9thアルバム 「Dejavu」                                                |          |          |
| 50       | 2011年8月17日  | 4 TIMES                               | CD+DVD                             | CD+DVD                                                                       | RZCD-46916   | 6位      | 10thアルバム 「JAPONESQUE」                                           |          |          |
| 50       | 2011年8月17日  | 4 TIMES                               | CD                                 | CD                                                                           | RZCD-46917   | 6位      | 10thアルバム 「JAPONESQUE」                                           |          |          |
| 50       | 2011年8月17日  | 4 TIMES                               | CD+ポストカードBOXセット           | 数量限定生産盤                                                               | RZCD-46918   | ー       | 10thアルバム 「JAPONESQUE」                                           |          |          |
| 50       | 2011年8月17日  | 4 TIMES                               | CD+デジタルカメラ                  | 完全受注限定生産盤                                                           | RZC1-46919   | ー       | 10thアルバム 「JAPONESQUE」                                           |          |          |
| 51       | 2011年9月21日  | 愛を止めないで                        | CD+DVD                             | CD+DVD                                                                       | RZCD-46952   | 6位      | 10thアルバム 「JAPONESQUE」                                           |          |          |
| 51       | 2011年9月21日  | 愛を止めないで                        | CD                                 | CD                                                                           | RZCD-46953   | 6位      | 10thアルバム 「JAPONESQUE」                                           |          |          |
| 51       | 2011年9月21日  | 愛を止めないで                        | CD                                 | セカンドバージン盤(「あなただけが」Strings Version・Music Box Version収録)   | RZCD-46954   | 6位      | 10thアルバム 「JAPONESQUE」                                           |          |          |
| 52       | 2011年11月30日 | Love Me Back                          | CD+DVD                             | CD+DVD                                                                       | RZCD-59026   | 6位      | 10thアルバム 「JAPONESQUE」                                           |          |          |
| 52       | 2011年11月30日 | Love Me Back                          | CD                                 | CD                                                                           | RZCD-59027   | 6位      | 10thアルバム 「JAPONESQUE」                                           |          |          |
| 52       | 2011年11月30日 | Love Me Back                          | CD+オリジナル大判ポーチ付          | 数量限定生産盤                                                               | RZCD-59028   | 6位      | 10thアルバム 「JAPONESQUE」                                           |          |          |
| 52       | 2011年11月30日 | Love Me Back                          | CD                                 | mu-moショップ限定盤                                                          | RZC1-59029   | ー       | 10thアルバム 「JAPONESQUE」                                           |          |          |
| 53       | 2012年10月24日 | Go to the top                         | CD+DVD                             | CD+DVD                                                                       | RZCD-59183   | 1位      | 11thアルバム 「Bon Voyage」                                           |          |          |
| 53       | 2012年10月24日 | Go to the top                         | CD                                 | CD                                                                           | RZCD-59184   | 1位      | 11thアルバム 「Bon Voyage」                                           |          |          |
| 53       | 2012年10月24日 | Go to the top                         | CD+DVD                             | アニメ盤                                                                     | RZCD-59185   | 1位      | 11thアルバム 「Bon Voyage」                                           |          |          |
| 53       | 2012年10月24日 | Go to the top                         | CD                                 | mu-moショップ限定盤                                                          | RZC1-59200   | ー       | 11thアルバム 「Bon Voyage」                                           |          |          |
| 54       | 2012年12月26日 | 恋しくて                              | CD+DVD                             | CD+DVD                                                                       | RZCD-59251   | 7位      | 11thアルバム 「Bon Voyage」                                           |          |          |
| 54       | 2012年12月26日 | 恋しくて                              | CD                                 | CD                                                                           | RZCD-59252   | 7位      | 11thアルバム 「Bon Voyage」                                           |          |          |
| 54       | 2012年12月26日 | 恋しくて                              | PLAYBUTTON                         | mu-moショップ限定盤                                                          | AQZ1-50820   | ー       | 11thアルバム 「Bon Voyage」                                           |          |          |
| 55       | 2013年7月31日  | Summer Trip                           | CD+DVD                             | CD+DVD                                                                       | RZCD-59403/B | 6位      | 11thアルバム 「Bon Voyage」                                           |          |          |
| 55       | 2013年7月31日  | Summer Trip                           | CD                                 | CD                                                                           | RZCD-59404   | 6位      | 11thアルバム 「Bon Voyage」                                           |          |          |
| 56       | 2013年11月13日 | Dreaming Now!                         | CD+DVD                             | 初回限定盤(CD「愛のうた」ライブバージョン収録)                               | RZCD-59498/B | 9位      | 11thアルバム 「Bon Voyage」                                           |          |          |
| 56       | 2013年11月13日 | Dreaming Now!                         | CD                                 | 初回限定盤(CD「愛のうた」ライブバージョン収録)                               | RZCD-59499   | 9位      | 11thアルバム 「Bon Voyage」                                           |          |          |
| 56       | 2013年11月13日 | Dreaming Now!                         | CD+DVD                             | 通常盤                                                                       | RZCD-59503/B | 9位      | 11thアルバム 「Bon Voyage」                                           |          |          |
| 56       | 2013年11月13日 | Dreaming Now!                         | CD                                 | 通常盤                                                                       | RZCD-59504   | 9位      | 11thアルバム 「Bon Voyage」                                           |          |          |
| 56       | 2013年11月13日 | Dreaming Now!                         | CD+DVD+KODA KUMI×EMODAトートバッグ | ファンクラブ限定盤(CD「All for you」ライブバージョン収録)                    | ANCD-19505   | ー       | 11thアルバム 「Bon Voyage」                                           |          |          |
| 56       | 2013年11月13日 | Dreaming Now!                         | CD+KODA KUMI×EMODAトートバッグ     | ファンクラブ限定盤(CD「All for you」ライブバージョン収録)                    | ANCD-19506   | ー       | 11thアルバム 「Bon Voyage」                                           |          |          |
| 57       | 2014年8月6日   | HOTEL                                 | CD+DVD                             | CD+DVD                                                                       | RZCD-59645/B | 7位      | 12thアルバム 「WALK OF MY LIFE」                                      |          |          |
| 57       | 2014年8月6日   | HOTEL                                 | CD                                 | CD                                                                           | RZCD-59646   | 7位      | 12thアルバム 「WALK OF MY LIFE」                                      |          |          |
| 57       | 2014年8月6日   | HOTEL                                 | CD+DVD                             | ファンクラブ限定盤                                                           | RZC1-59647/B | ー       | 12thアルバム 「WALK OF MY LIFE」                                      |          |          |
| 57       | 2014年8月6日   | HOTEL                                 | ミュージック・カード               | mu-moショップ・ライブ会場限定盤                                              | AQZ1-76464~6 | ー       | 12thアルバム 「WALK OF MY LIFE」                                      |          |          |
| 58       | 2014年11月12日 | Dance In The Rain                     | CD+DVD                             | ファンクラブ限定盤                                                           | RZC1-59695/B | ー       | 12thアルバム 「WALK OF MY LIFE」                                      |          |          |
| 59       | 2016年4月9日   | Shhh!                                 | CD                                 | mu-moショップ・ライブ会場限定盤(TYPE-A)                                      | RZC1-86110   | ー       | 13thアルバム 「W FACE 〜inside〜」14thアルバム 「W FACE 〜outside〜」 |          |          |
| 59       | 2016年4月9日   | Shhh!                                 | CD                                 | mu-moショップ・ライブ会場限定盤(TYPE-B)                                      | RZC1-86111   | ー       | 13thアルバム 「W FACE 〜inside〜」14thアルバム 「W FACE 〜outside〜」 |          |          |
| 59       | 2016年4月9日   | Shhh!                                 | CD                                 | mu-moショップ・ライブ会場限定盤(TYPE-C)                                      | RZC1-86112   | ー       | 13thアルバム 「W FACE 〜inside〜」14thアルバム 「W FACE 〜outside〜」 |          |          |
| 59       | 2016年4月9日   | Shhh!                                 | CD                                 | mu-moショップ・ライブ会場限定盤(TYPE-D)                                      | RZC1-86113   | ー       | 13thアルバム 「W FACE 〜inside〜」14thアルバム 「W FACE 〜outside〜」 |          |          |
| 60       | 2017年8月2日   | LIT                                   | CD+DVD                             | mu-moショップ・ファンクラブ限定盤                                            | RZC1-86385   | ー       | 15thアルバム 「AND」                                                  |          |          |
| 61       | 2017年10月4日  | HUSH                                  | CD                                 | mu-moショップ・ファンクラブ限定盤                                            | RZC1-86398   | ー       | 16thアルバム 「DNA」                                                  |          |          |
| 62       | 2017年12月6日  | NEVER ENOUGH                          | CD                                 | mu-moショップ・ファンクラブ限定盤                                            | RZC1-86416   | ー       | 15thアルバム 「AND」                                                  |          |          |
| 2020年代 |                |                                       |                                    |                                                                              |              |          |                                                                       |          |          |
| 63       | 2021年9月8日   | SUMMER OF '21                         | CD+DVD                             | ファンクラブ限定盤                                                           | RZC1-77396   | ー       | 18thアルバム 「heart」                                                |          |          |

#### DVDシングル
| 発売日         | タイトル         | 規格 | 品番       | 最高位 | 収録アルバム           |
| -------------- | ---------------- | ---- | ---------- | ------ | ---------------------- |
| 2004年11月25日 | girls〜Selfish〜 | DVD  | RZBD-45152 | 11位   | 4thアルバム 「secret」 |

#### デジタルシングル
|    | 発売日 | 発売日   | タイトル                                   | 規格                   | 収録作品                                                                         |
| -- | ------ | -------- | ------------------------------------------ | ---------------------- | -------------------------------------------------------------------------------- |
| 1  | 2014年 | 11月05日 | Dance In The Rain                          | デジタル・ダウンロード | 12thアルバム 「WALK OF MY LIFE」                                                 |
| 2  | 2019年 | 07月03日 | Eh Yo                                      | デジタル・ダウンロード | 17thアルバム 「re(CORD)」                                                        |
| 3  | 2019年 | 07月10日 | Summer Time                                | デジタル・ダウンロード | 17thアルバム 「re(CORD)」                                                        |
| 4  | 2019年 | 07月17日 | DO ME                                      | デジタル・ダウンロード | 17thアルバム 「re(CORD)」                                                        |
| 5  | 2019年 | 08月14日 | GOLDFINGER 2019                            | デジタル・ダウンロード | 17thアルバム 「re(CORD)」                                                        |
| 6  | 2019年 | 09月13日 | プチョヘンザッ!!!                          | デジタル・ダウンロード | 17thアルバム 「re(CORD)」                                                        |
| 7  | 2019年 | 09月18日 | OMG                                        | デジタル・ダウンロード | 17thアルバム 「re(CORD)」                                                        |
| 8  | 2019年 | 10月16日 | STRIP                                      | デジタル・ダウンロード | 17thアルバム 「re(CORD)」                                                        |
| 9  | 2019年 | 10月23日 | GET NAKED                                  | デジタル・ダウンロード | 17thアルバム 「re(CORD)」                                                        |
| 10 | 2019年 | 10月30日 | again                                      | デジタル・ダウンロード | 17thアルバム 「re(CORD)」                                                        |
| 11 | 2020年 | 06月26日 | puff                                       | デジタル・ダウンロード | コレクションアルバム 「MY NAME IS...」 ミニアルバム 「angeL［MY NAME IS...］」   |
| 12 | 2020年 | 08月28日 | Lucky Star                                 | デジタル・ダウンロード | コレクションアルバム 「MY NAME IS...」 ミニアルバム 「angeL［MY NAME IS...］」   |
| 13 | 2020年 | 09月04日 | XXKK                                       | デジタル・ダウンロード | コレクションアルバム 「MY NAME IS...」 ミニアルバム 「monsteR［MY NAME IS...］」 |
| 14 | 2021年 | 07月28日 | We'll Be OK                                | デジタル・ダウンロード | 63rdシングル 「SUMMER OF '21」 18thアルバム 「heart」                            |
| 15 | 2021年 | 08月18日 | Doo-Bee-Doo-Bop                            | デジタル・ダウンロード | 63rdシングル 「SUMMER OF '21」 18thアルバム 「heart」                            |
| 16 | 2021年 | 09月8日  | to be free                                 | デジタル・ダウンロード | 63rdシングル 「SUMMER OF '21」 18thアルバム 「heart」                            |
| 17 | 2021年 | 10月25日 | キューティーハニー BEST 〜2000-2020〜 ver. | デジタル・ダウンロード | ベストアルバム 「BEST 〜2000-2020〜」                                            |
| 18 | 2021年 | 11月15日 | 4 MORE                                     | デジタル・ダウンロード | 18thアルバム 「heart」                                                           |
| 19 | 2021年 | 12月06日 | 100のコドク達へ                            | デジタル・ダウンロード | 18thアルバム 「heart」                                                           |
| 20 | 2022年 | 08月31日 | Wings                                      | デジタル・ダウンロード | ミニアルバム 「WINGS」                                                           |
| 21 | 2022年 | 12月23日 | Change my future                           | デジタル・ダウンロード | (倖田來未 × 湘南乃風 名義) シングル 「Trust・Last」                              |
| 22 | 2023年 | 08月21日 | Let's fight for love!                      | デジタル・ダウンロード | 19thアルバム 「UNICORN」                                                         |
| 23 | 2023年 | 12月06日 | 遠い街のどこかで…                          | デジタル・ダウンロード | 19thアルバム 「UNICORN」                                                         |
| 24 | 2023年 | 12月07日 | SO FEVER                                   | デジタル・ダウンロード | ベストアルバム 「BEST 〜2000-2020〜」                                            |
| 25 | 2023年 | 12月08日 | NEVER GIVE IT UP                           | デジタル・ダウンロード | ベストアルバム 「BEST 〜2000-2020〜」                                            |
| 26 | 2023年 | 12月20日 | Vroom                                      | デジタル・ダウンロード | 19thアルバム 「UNICORN」                                                         |
| 27 | 2024年 | 02月14日 | Silence                                    | デジタル・ダウンロード | 19thアルバム 「UNICORN」                                                         |
| 28 | 2024年 | 03月8日  | Dangerously                                | デジタル・ダウンロード |                                                                                  |
| 29 | 2024年 | 8月2日   | Jump to the Breeze                         | デジタル・ダウンロード |                                                                                  |

### アルバム

#### オリジナルアルバム
| 枚       | 発売日         | タイトル           | 規格                    | 規格                                               | 品番            | 最高位   |          |          |          |
| 2000年代 | 2000年代       | 2000年代           | 2000年代                | 2000年代                                           | 2000年代        | 2000年代 | 2000年代 | 2000年代 | 2000年代 |
| -------- | -------------- | ------------------ | ----------------------- | -------------------------------------------------- | --------------- | -------- | -------- | -------- | -------- |
| 1        | 2002年3月27日  | affection          | CCCD                    | 初回限定盤(ボーナストラック2曲収録+特殊ケース仕様) | RZCD-45050      | 12位     |          |          |          |
| 1        | 2002年3月27日  | affection          | CCCD                    | 通常盤                                             | RZCD-45050      | 12位     |          |          |          |
| 2        | 2003年3月19日  | grow into one      | CCCD                    | 初回限定盤(ボーナストラック収録+特殊ケース仕様)    | RZCD-45078      | 8位      |          |          |          |
| 2        | 2003年3月19日  | grow into one      | CCCD                    | 通常盤                                             | RZCD-45078      | 8位      |          |          |          |
| 3        | 2004年2月18日  | feel my mind       | CCCD                    | 初回限定盤(ボーナストラック2曲収録)                | RZCD-45115      | 7位      |          |          |          |
| 3        | 2004年2月18日  | feel my mind       | CCCD                    | 通常盤                                             | RZCD-45115      | 7位      |          |          |          |
| 4        | 2005年2月9日   | secret             | CD+DVD                  | 初回限定盤(CDボーナストラック収録+袋とじ封入)      | RZCD-45181      | 3位      |          |          |          |
| 4        | 2005年2月9日   | secret             | CD+DVD                  | 通常盤                                             | RZCD-45181      | 3位      |          |          |          |
| 4        | 2005年2月9日   | secret             | CD                      | 初回限定盤(CDボーナストラック収録+袋綴じ封入)      | RZCD-45182      | 3位      |          |          |          |
| 4        | 2005年2月9日   | secret             | CD                      | 通常盤                                             | RZCD-45182      | 3位      |          |          |          |
| 4        | 2005年4月13日  | secret             | CD+DVD+タンクトップ     | special edition for live                           | RZCD-45210      | 3位      |          |          |          |
| 4        | 2005年4月13日  | secret             | CD+DVD+Tシャツ          | special edition for live                           | RZCD-45210      | 3位      |          |          |          |
| 4        | 2005年4月13日  | secret             | CD+DVD                  | special edition                                    | RZCD-45210      | 3位      |          |          |          |
| 5        | 2006年12月20日 | Black Cherry       | CD+2DVD                 | 枚数生産限定盤(CDボーナストラック3曲収録)          | RZCD-45506      | 1位      |          |          |          |
| 5        | 2006年12月20日 | Black Cherry       | CD+DVD                  | 初回限定盤(CDボーナストラック3曲収録)              | RZCD-45507      | 1位      |          |          |          |
| 5        | 2006年12月20日 | Black Cherry       | CD+DVD                  | 通常盤                                             | RZCD-45507      | 1位      |          |          |          |
| 5        | 2006年12月20日 | Black Cherry       | CD                      | 初回限定盤(CDボーナストラック3曲収録)              | RZCD-45508      | 1位      |          |          |          |
| 5        | 2006年12月20日 | Black Cherry       | CD                      | 通常盤                                             | RZCD-45508      | 1位      |          |          |          |
| 6        | 2008年1月30日  | Kingdom            | CD+2DVD                 | 限定生産盤                                         | RZCD-45829/B～C | 1位      |          |          |          |
| 6        | 2008年1月30日  | Kingdom            | CD+DVD                  | 通常盤                                             | RZCD-45830/B    | 1位      |          |          |          |
| 6        | 2008年1月30日  | Kingdom            | CD                      | 通常盤                                             | RZCD-45831      | 1位      |          |          |          |
| 7        | 2009年1月28日  | TRICK              | CD+2DVD                 | 通常盤                                             | RZCD-46168/B～C | 1位      |          |          |          |
| 7        | 2009年1月28日  | TRICK              | CD                      | 通常盤                                             | RZCD-46169      | 1位      |          |          |          |
| 7        | 2009年1月28日  | TRICK              | CD+2DVD                 | 初回プライス盤                                     | RZCD-46170/B～C | 1位      |          |          |          |
| 7        | 2009年1月28日  | TRICK              | CD                      | 初回プライス盤                                     | RZCD-46171      | 1位      |          |          |          |
| 2010年代 |                |                    |                         |                                                    |                 |          |          |          |          |
| 8        | 2010年2月3日   | UNIVERSE           | 2CD+DVD                 | 2CD+DVD                                            | RZCD-46491～2/B | 1位      |          |          |          |
| 8        | 2010年2月3日   | UNIVERSE           | 2CD                     | 2CD                                                | RZCD-46493～4   | 1位      |          |          |          |
| 8        | 2010年2月3日   | UNIVERSE           | CD+ダウンロード         | CD「BEST 〜third universe〜」のみ                  | RZCD-46495      | 1位      |          |          |          |
| 8        | 2010年2月3日   | UNIVERSE           | CD                      | シダックス盤(「BEST 〜third universe〜」のみ)      | RZC1-46517      | 1位      |          |          |          |
| 9        | 2011年3月2日   | Dejavu             | CD+2DVD                 | 初回限定盤                                         | RZCD-46830/B～C | 1位      |          |          |          |
| 9        | 2011年3月2日   | Dejavu             | CD                      | 通常盤                                             | RZCD-46831      | 1位      |          |          |          |
| 9        | 2011年3月2日   | Dejavu             | CD+DVD                  | 通常盤                                             | RZCD-46857/B    | 1位      |          |          |          |
| 10       | 2012年1月25日  | JAPONESQUE         | CD+写真集+グッズ        | 数量限定生産盤                                     | RZZD-59078      | 1位      |          |          |          |
| 10       | 2012年1月25日  | JAPONESQUE         | CD+2DVD                 | 初回限定盤                                         | RZCD-59079      | 1位      |          |          |          |
| 10       | 2012年1月25日  | JAPONESQUE         | CD+DVD                  | 通常盤                                             | RZCD-59080      | 1位      |          |          |          |
| 10       | 2012年1月25日  | JAPONESQUE         | CD                      | 通常盤                                             | RZCD-59081      | 1位      |          |          |          |
| 11       | 2014年2月26日  | Bon Voyage         | CD+DVD                  | CD+DVD                                             | RZCD-59528      | 1位      |          |          |          |
| 11       | 2014年2月26日  | Bon Voyage         | CD+Blu-ray              | CD+Blu-ray                                         | RZCD-59529      | 1位      |          |          |          |
| 11       | 2014年2月26日  | Bon Voyage         | CD                      | CD                                                 | RZCD-59530      | 1位      |          |          |          |
| 11       | 2014年2月26日  | Bon Voyage         | CD+DVD                  | ファンクラブ限定盤                                 | RZC1-59531      | ー       |          |          |          |
| 12       | 2015年3月18日  | WALK OF MY LIFE    | CD+DVD                  | CD+DVD                                             | RZCD-59745/B    | 1位      |          |          |          |
| 12       | 2015年3月18日  | WALK OF MY LIFE    | CD+Blu-ray              | CD+Blu-ray                                         | RZCD-59746/B    | 1位      |          |          |          |
| 12       | 2015年3月18日  | WALK OF MY LIFE    | CD                      | CD                                                 | RZCD-59747      | 1位      |          |          |          |
| 12       | 2015年3月18日  | WALK OF MY LIFE    | CD+DVD                  | ファンクラブ限定盤                                 | RZC1-59748/B    | ー       |          |          |          |
| 12       | 2015年3月18日  | WALK OF MY LIFE    | MUSIC CARD              | mu-moショップ限定盤(絵柄A)                         | AQZ1-77000      | ー       |          |          |          |
| 12       | 2015年3月18日  | WALK OF MY LIFE    | MUSIC CARD              | mu-moショップ限定盤(絵柄B)                         | AQZ1-77001      | ー       |          |          |          |
| 13       | 2017年3月8日   | W FACE 〜inside〜  | CD+DVD                  | CD+DVD                                             | RZCD-86309/B    | 2位      |          |          |          |
| 13       | 2017年3月8日   | W FACE 〜inside〜  | CD+Blu-ray              | CD+Blu-ray                                         | RZCD-86310/B    | 2位      |          |          |          |
| 13       | 2017年3月8日   | W FACE 〜inside〜  | CD                      | CD                                                 | RZCD-86311      | 2位      |          |          |          |
| 14       | 2017年3月8日   | W FACE 〜outside〜 | CD+DVD                  | CD+DVD                                             | RZCD-86306/B    | 1位      |          |          |          |
| 14       | 2017年3月8日   | W FACE 〜outside〜 | CD+Blu-ray              | CD+Blu-ray                                         | RZCD-86307/B    | 1位      |          |          |          |
| 14       | 2017年3月8日   | W FACE 〜outside〜 | CD                      | CD                                                 | RZCD-86308      | 1位      |          |          |          |
| 15       | 2018年2月28日  | AND                | CD+DVD                  | CD+DVD                                             | RZCD-86482/B    | 6位      |          |          |          |
| 15       | 2018年2月28日  | AND                | CD+Blu-ray              | CD+Blu-ray                                         | RZCD-86483/B    | 6位      |          |          |          |
| 15       | 2018年2月28日  | AND                | CD                      | CD                                                 | RZCD-86484      | 6位      |          |          |          |
| 15       | 2018年2月28日  | AND                | CD+3DVD                 | ファンクラブ限定盤                                 | RZC1-86485/B～D | ー       |          |          |          |
| 16       | 2018年8月22日  | DNA                | CD+DVD                  | CD+DVD                                             | RZCD-86629/B    | 3位      |          |          |          |
| 16       | 2018年8月22日  | DNA                | CD+Blu-ray              | CD+Blu-ray                                         | RZCD-86630/B    | 3位      |          |          |          |
| 16       | 2018年8月22日  | DNA                | CD                      | CD                                                 | RZCD-86631      | 3位      |          |          |          |
| 16       | 2018年8月22日  | DNA                | CD+3DVD                 | ファンクラブ限定盤                                 | RZC1-86632/B～D | ー       |          |          |          |
| 17       | 2019年11月13日 | re(CORD)           | CD+DVD                  | CD+DVD                                             | RZCD-86955/B    | 4位      |          |          |          |
| 17       | 2019年11月13日 | re(CORD)           | CD+Blu-ray              | CD+Blu-ray                                         | RZCD-86956/B    | 4位      |          |          |          |
| 17       | 2019年11月13日 | re(CORD)           | CD                      | CD                                                 | RZCD-86957      | 4位      |          |          |          |
| 17       | 2019年11月13日 | re(CORD)           | CD+3DVD                 | ファンクラブ限定盤                                 | RZC1-86958/B～D | ー       |          |          |          |
| 2020年代 |                |                    |                         |                                                    |                 |          |          |          |          |
| 18       | 2022年3月2日   | heart              | CD+DVD                  | CD+DVD                                             | RZCD-77518/B    | 9位      |          |          |          |
| 18       | 2022年3月2日   | heart              | CD+Blu-ray              | CD+Blu-ray                                         | RZCD-77519/B    | 9位      |          |          |          |
| 18       | 2022年3月2日   | heart              | CD+3DVD                 | ファンクラブ限定盤                                 | RZZ1-77520/B～D | ー       |          |          |          |
| 18       | 2022年3月2日   | heart              | CD+2Blu-ray             | ファンクラブ限定盤                                 | RZZ1-77521/B～C | ー       |          |          |          |
| 19       | 2024年4月17日  | UNICORN            | CD+DVD                  | CD+DVD                                             | RZCD-77973/B    | 14位     |          |          |          |
| 19       | 2024年4月17日  | UNICORN            | CD+Blu-ray              | CD+Blu-ray                                         | RZCD-77974/B    | 14位     |          |          |          |
| 19       | 2024年4月17日  | UNICORN            | CD+DVD+フォトブック     | ファンクラブ限定盤                                 | RZC1-77975/B    | ー       |          |          |          |
| 19       | 2024年4月17日  | UNICORN            | CD+Blu-ray+フォトブック | ファンクラブ限定盤                                 | RZC1-77976/B    | ー       |          |          |          |
| 19       | 2024年4月17日  | UNICORN            | CD                      | ライブ会場限定盤                                   | RZC1-77977      | ー       |          |          |          |

#### ミニアルバム
| 枚            | 発売日        | タイトル                         | 販売形態    | 販売形態                       | 品番               | 最高位 |
| ------------- | ------------- | -------------------------------- | ----------- | ------------------------------ | ------------------ | ------ |
| 2014年8月30日 | 2014年8月30日 | FEVER KODA KUMI LEGEND LIVE      | CD+DVD      | CD+DVD                         |                    |        |
| 2020年12月2日 | 2020年12月2日 | angeL + monsteR［MY NAME IS...］ | 2CD+DVD     | 2CD+DVD                        | RZCD-77196~7/B     | 12位   |
| 1             | 2020年12月2日 | angeL［MY NAME IS...］           | CD          | L盤                            | RZCD-77198         | 123位  |
| 2             | 2020年12月2日 | monsteR［MY NAME IS...］         | CD          | R盤                            | RZCD-77199         | 129位  |
| 限定          | 2020年12月2日 | angeL × monsteR［MY NAME IS...］ | 2CD+2DVD    | ファンクラブ限定盤             | RZC1-77200～1/B～C | ー     |
| 限定          | 2020年12月2日 | angeL × monsteR［MY NAME IS...］ | 2CD+Blu-ray | ファンクラブ限定盤             | RZC1-77202～3/B    | ー     |
| 3             | 2023年1月18日 | WINGS                            | CD+DVD      | CD+DVD                         | RZCD-77664/B       | 10位   |
| 3             | 2023年1月18日 | WINGS                            | CD+Blu-ray  | CD+Blu-ray                     | RZCD-77665/B       | 10位   |
| 3             | 2023年1月18日 | WINGS                            | CD+2DVD     | ファンクラブ・mu-mo shop限定盤 | RZC1-77666/B～C    | ー     |
| 3             | 2023年1月18日 | WINGS                            | CD+Blu-ray  | ファンクラブ・mu-mo shop限定盤 | RZC1-77667/B       | ー     |

#### カバーアルバム
| 枚 | 発売日         | タイトル                 | 規格                    | 規格                           | 品番       | 最高位 |
| -- | -------------- | ------------------------ | ----------------------- | ------------------------------ | ---------- | ------ |
| 1  | 2010年10月13日 | ETERNITY〜Love & Songs〜 | CD                      | 初回プレス分のみ特殊ケース仕様 | RZCD-46674 | 3位    |
| 2  | 2013年2月27日  | Color the Cover          | CD+DVD+縦長フォトブック | 初回限定盤(DVD特典映像収録)    | RZCD-59333 | 3位    |
| 2  | 2013年2月27日  | Color the Cover          | CD+DVD                  | 通常盤                         | RZCD-59334 | 3位    |
| 2  | 2013年2月27日  | Color the Cover          | CD                      | 通常盤                         | RZCD-59335 | 3位    |

#### コンピレーションアルバム
| 枚 | 発売日        | タイトル                       | 規格   | 規格           | 品番         | 備考                                                      | 最高位 |
| -- | ------------- | ------------------------------ | ------ | -------------- | ------------ | --------------------------------------------------------- | ------ |
| 1  | 2007年3月14日 | BEST〜BOUNCE & LOVERS〜        | CD+DVD | 期間限定生産盤 | RZCD-45563/B | 「バラード」CDと「ダンス」DVDをハイブリッドした企画ベスト | 2位    |
| 2  | 2009年3月25日 | OUT WORKS & COLLABORATION BEST | CD     | CD             | RZCD-46203   | コラボレーション・アルバム                                | 7位    |

#### コレクションアルバム
| 枚 | 発売日        | タイトル       | 規格           | 規格               | 品番         | 備考                                                  | 最高位 |
| -- | ------------- | -------------- | -------------- | ------------------ | ------------ | ----------------------------------------------------- | ------ |
| 1  | 2015年7月22日 | SUMMER of LOVE | CD+DVD         | CD+DVD             | RZCD-59784/B | デビュー15周年記念 サマー・コレクション集             | 7位    |
| 1  | 2015年7月22日 | SUMMER of LOVE | CD+Blu-ray     | CD+Blu-ray         | RZCD-59785/B | デビュー15周年記念 サマー・コレクション集             | 7位    |
| 1  | 2015年7月22日 | SUMMER of LOVE | CD             | CD                 | RZCD-59786   | デビュー15周年記念 サマー・コレクション集             | 7位    |
| 2  | 2016年1月20日 | WINTER of LOVE | CD+DVD         | CD+DVD             | RZCD-86046/B | デビュー15周年記念 ウィンター・コレクション集         | 2位    |
| 2  | 2016年1月20日 | WINTER of LOVE | CD+Blu-ray     | CD+Blu-ray         | RZCD-86047/B | デビュー15周年記念 ウィンター・コレクション集         | 2位    |
| 2  | 2016年1月20日 | WINTER of LOVE | CD             | CD                 | RZCD-86048   | デビュー15周年記念 ウィンター・コレクション集         | 2位    |
| 2  | 2016年1月20日 | WINTER of LOVE | CD+DVD         | ファンクラブ限定盤 | RZC1-86049   | デビュー15周年記念 ウィンター・コレクション集         | ー     |
| 3  | 2020年9月11日 | MY NAME IS...  | CD+DVD+Tシャツ | ファンクラブ限定盤 | RZC1-77180/B | デビュー20周年記念 本人監修による21曲入りセレクション | ー     |

#### ベストアルバム
| 枚 | 発売日        | タイトル                | 規格            | 規格                                                                           | 品番                | 備考                                                                          | 最高位 |
| -- | ------------- | ----------------------- | --------------- | ------------------------------------------------------------------------------ | ------------------- | ----------------------------------------------------------------------------- | ------ |
| 1  | 2005年9月21日 | BEST 〜first things〜   | 2CD+DVD         | 初回限定盤(CDボーナストラック+DVDボーナス映像収録+フォトブック+特殊ケース仕様) | RZCD-45252～3/B     | デビュー5周年記念 初のベスト・アルバム                                        | 1位    |
| 1  | 2005年9月21日 | BEST 〜first things〜   | 2CD+DVD         | 通常盤                                                                         | RZCD-45252～3/B     | デビュー5周年記念 初のベスト・アルバム                                        | 1位    |
| 1  | 2005年9月21日 | BEST 〜first things〜   | 2CD             | 初回限定盤(CDボーナストラック収録)                                             | RZCD-45254～5       | デビュー5周年記念 初のベスト・アルバム                                        | 1位    |
| 1  | 2005年9月21日 | BEST 〜first things〜   | 2CD             | 通常盤                                                                         | RZCD-45254～5       | デビュー5周年記念 初のベスト・アルバム                                        | 1位    |
| 2  | 2006年3月8日  | BEST 〜second session〜 | CD+2DVD         | LIMITED EDITION盤(限定生産/ボーナストラック収録+フォトブック封入)              | RZCD-45372/B～C     | 12週連続シングル曲を収めた、 2度目のベストオリジナル・アルバム                | 1位    |
| 2  | 2006年3月8日  | BEST 〜second session〜 | CD+DVD          | 初回プレス分のみボーナストラック収録+フォトブック封入                          | RZCD-45373/B        | 12週連続シングル曲を収めた、 2度目のベストオリジナル・アルバム                | 1位    |
| 2  | 2006年3月8日  | BEST 〜second session〜 | CD              | 初回プレス分のみボーナストラック収録+フォトブック封入                          | RZCD-45374          | 12週連続シングル曲を収めた、 2度目のベストオリジナル・アルバム                | 1位    |
| 3  | 2010年2月3日  | BEST 〜third universe〜 | 2CD+DVD         | 2CD+DVD                                                                        | RZCD-46491～2/B     | デビュー10周年記念 ベストアルバムとオリジナルアルバムをハイブリッドさせた作品 | 1位    |
| 3  | 2010年2月3日  | BEST 〜third universe〜 | 2CD             | 2CD                                                                            | RZCD-46493～4       | デビュー10周年記念 ベストアルバムとオリジナルアルバムをハイブリッドさせた作品 | 1位    |
| 3  | 2010年2月3日  | BEST 〜third universe〜 | CD+ダウンロード | CD「BEST 〜third universe〜」のみ                                              | RZCD-46495          | デビュー10周年記念 ベストアルバムとオリジナルアルバムをハイブリッドさせた作品 | 1位    |
| 3  | 2010年2月3日  | BEST 〜third universe〜 | CD              | シダックス盤(「BEST 〜third universe〜」のみ)                                  | RZC1-46517          | デビュー10周年記念 ベストアルバムとオリジナルアルバムをハイブリッドさせた作品 | 1位    |
| 4  | 2021年12月6日 | BEST 〜2000-2020〜      | 3CD+DVD         | 3CD+DVD                                                                        | RZCD-77457～9/B     | デビュー20周年記念 本人監修によるオールタイム・ベストアルバム                 | 19位   |
| 4  | 2021年12月6日 | BEST 〜2000-2020〜      | 8CD+3Blu-ray    | ファンクラブ限定盤                                                             | RZC1-77468～75/B～D | デビュー20周年記念 本人監修によるオールタイム・ベストアルバム                 | 16位   |

#### リミックスアルバム
| 枚 | 発売日        | タイトル                                    | 規格                       | 規格                              | 品番           | 最高位 |
| -- | ------------- | ------------------------------------------- | -------------------------- | --------------------------------- | -------------- | ------ |
| 1  | 2009年3月25日 | KODA KUMI DRIVING HIT'S                     | CD                         | CD                                | RZCD-46204     | 6位    |
| 2  | 2010年3月31日 | KODA KUMI DRIVING HIT'S 2                   | CD                         | CD                                | RZCD-46533     | 5位    |
| 3  | 2011年5月4日  | KODA KUMI DRIVING HIT'S 3                   | CD                         | CD                                | RZCD-46849     | 6位    |
| 4  | 2012年3月14日 | KODA KUMI DRIVING HIT'S 4                   | CD                         | CD                                | RZCD-59066     | 13位   |
| 5  | 2012年8月1日  | Beach Mix                                   | CD+DVD                     | CD+DVD                            | RZCD-59118/B   | 4位    |
| 5  | 2012年8月1日  | Beach Mix                                   | CD                         | CD                                | RZCD-59119     | 4位    |
| 6  | 2013年3月20日 | KODA KUMI DRIVING HIT'S 5                   | CD                         | CD                                | RZCD-59356     | 19位   |
| 7  | 2014年3月19日 | Koda Kumi Driving Hit's 6                   | CD+DVD                     | CD+DVD                            | RZCD-59603/B   | 19位   |
| 7  | 2014年3月19日 | Koda Kumi Driving Hit's 6                   | CD                         | CD                                | RZCD-59604     | 19位   |
| 8  | 2017年4月5日  | Koda Kumi Driving Hit's 7                   | CD                         | CD                                | RZCD-86322     | 18位   |
| 9  | 2018年3月28日 | Koda Kumi Driving Hit's 8                   | CD                         | CD                                | RZCD-86513     | 40位   |
| 10 | 2019年2月20日 | Koda Kumi Driving Hit's 9 -Special Edition- | 3CD                        | 初回プレス分のみスリーブ仕様      | RZCD-86775～7  | 24位   |
| 10 | 2019年2月20日 | Koda Kumi Driving Hit's 9 -Special Edition- | 3CD+マルチポケットポーチ付 | mu-moショップ・ファンクラブ限定盤 | RZC1-86778～80 | ー     |
| 11 | 2020年3月11日 | re(MIX)                                     | CD                         | CD                                | RZCD-77108     | 33位   |

#### ライブアルバム
| 枚 | 発売日         | タイトル                                                        | 規格 | 規格                              | 品番          |
| -- | -------------- | --------------------------------------------------------------- | ---- | --------------------------------- | ------------- |
| 1  | 2012年3月14日  | KODA KUMI LIVE TOUR 2011 〜Dejavu〜                             | 2CD  | mu-moショップ・ファンクラブ限定盤 | RZC1-59083～4 |
| 2  | 2013年3月20日  | KODA KUMI Premium Night 〜Love & Songs〜                        | 2CD  | mu-moショップ・ファンクラブ限定盤 | RZC6-59376～7 |
| -  | 2013年3月20日  | KODA KUMI LIVE TOUR 2008 〜Kingdom〜                            | 2CD  | レンタル限定盤                    | ー            |
| -  | 2013年3月20日  | KODA KUMI LIVE TOUR 2009 〜TRICK〜                              | 2CD  | レンタル限定盤                    | ー            |
| -  | 2013年3月20日  | KODA KUMI LIVE TOUR 2010 〜UNIVERSE〜                           | 2CD  | レンタル限定盤                    | ー            |
| -  | 2013年3月20日  | KODA KUMI "ETERNITY〜Love & Songs〜"at Billboard Live           | CD   | レンタル限定盤                    | ー            |
| -  | 2013年3月20日  | KODA KUMI 10th Anniversary 〜FANTASIA〜 in TOKYO DOME           | 3CD  | レンタル限定盤                    | ー            |
| 3  | 2015年11月4日  | Koda Kumi 15th Anniversary Live Tour 2015 〜WALK OF MY LIFE〜   | 2CD  | mu-moショップ・ファンクラブ限定盤 | RZC1-59998~9  |
| 4  | 2016年11月10日 | KODA KUMI LIVE TOUR 2016 〜Best Single Collection〜             | 2CD  | mu-moショップ・ファンクラブ限定盤 | RZC1-86220～1 |
| 5  | 2019年3月20日  | KODA KUMI LIVE TOUR 2018 - DNA -                                | 2CD  | mu-moショップ・ファンクラブ限定盤 | RZC1-86815～6 |
| 6  | 2020年3月11日  | KODA KUMI LIVE TOUR 2019 re(LIVE) -Black Cherry- & -JAPONESQUE- | 4CD  | mu-moショップ・ファンクラブ限定盤 | RZC1-77104～7 |

### 映像作品

#### ミュージック・ビデオ集
| 枚 | 発売日        | タイトル | 規格 | 規格 | 品番       | 順位 |
| -- | ------------- | -------- | ---- | ---- | ---------- | ---- |
| 1  | 2003年3月19日 | 7SPIRITS | DVD  | DVD  | RZBD-45076 | 28位 |
| 2  | 2004年3月24日 | feel...  | DVD  | DVD  | RZBD-45120 | 13位 |

#### ライヴ・ビデオ
| 枚       | 発売日         | タイトル                                                               | 規格                           | 規格                                          | 品番                | 順位     |          |          |          |
| 2000年代 | 2000年代       | 2000年代                                                               | 2000年代                       | 2000年代                                      | 2000年代            | 2000年代 | 2000年代 | 2000年代 | 2000年代 |
| -------- | -------------- | ---------------------------------------------------------------------- | ------------------------------ | --------------------------------------------- | ------------------- | -------- | -------- | -------- | -------- |
| 1        | 2005年9月21日  | secret 〜FIRST CLASS LIMITED LIVE〜                                    | DVD                            | DVD                                           | RZBD-45256          | 1位      |          |          |          |
| 2        | 2006年9月13日  | LIVE TOUR 2005 〜first things〜 deluxe edition                         | 2DVD                           | 期間限定フラッシュプライス盤                  | RZBD-45462～3       | 1位      |          |          |          |
| 2        | 2006年9月13日  | LIVE TOUR 2005 〜first things〜 deluxe edition                         | 2DVD                           | 通常盤                                        | RZBD-45462～3       | 1位      |          |          |          |
| 3        | 2007年3月28日  | KODA KUMI LIVE TOUR 2006-2007 〜second session〜                       | 2DVD                           | 初回限定盤(特典映像+ホログラム特殊ケース仕様) | RZBD-45564～5       | 1位      |          |          |          |
| 3        | 2007年3月28日  | KODA KUMI LIVE TOUR 2006-2007 〜second session〜                       | 2DVD                           | 通常盤                                        |                     | 1位      |          |          |          |
| 3        | 2007年3月28日  | KODA KUMI LIVE TOUR 2006-2007 〜second session〜                       | Blu-ray                        | RZXD-46888～9                                 |                     | 1位      |          |          |          |
| 4        | 2008年3月31日  | KODA KUMI LIVE TOUR 2007 〜Black Cherry〜 SPECIAL FINAL in TOKYO DOME  | 2DVD                           | 期間限定フラッシュプライス盤                  | RZBD-45892～3       | 1位      |          |          |          |
| 4        | 2008年3月31日  | KODA KUMI LIVE TOUR 2007 〜Black Cherry〜 SPECIAL FINAL in TOKYO DOME  | 2DVD                           | 通常盤                                        | RZBD-45894～5       | 1位      |          |          |          |
| 5        | 2008年9月24日  | KODA KUMI LIVE TOUR 2008 〜Kingdom〜                                   | 2DVD                           | 初回プレス分のみスリーブ仕様                  | RZBD-46032～3       | 1位      |          |          |          |
| 5        | 2008年9月24日  | KODA KUMI LIVE TOUR 2008 〜Kingdom〜                                   | Blu-ray                        | 通常盤                                        | RZXD-46890～1       | 1位      |          |          |          |
| 6        | 2009年10月21日 | KODA KUMI LIVE TOUR 2009 〜TRICK〜                                     | 2DVD                           | 初回プレス分のみホログラム特殊ジャケット仕様  | RZBD-46400～1       | 1位      |          |          |          |
| 2010年代 |                |                                                                        |                                |                                               |                     |          |          |          |          |
| 7        | 2010年3月10日  | KODA KUMI 2009 TAIWAN                                                  | DVD                            | ファンクラブ限定盤                            | RZB1-46528          | ー       |          |          |          |
| 8        | 2010年10月6日  | KODA KUMI LIVE TOUR 2010 〜UNIVERSE〜                                  | 2DVD                           | 2DVD                                          | RZBD-46682～3       | 1位      |          |          |          |
| 8        | 2010年10月6日  | KODA KUMI LIVE TOUR 2010 〜UNIVERSE〜                                  | Blu-ray                        | Blu-ray                                       | RZXD-46892~3        | 1位      |          |          |          |
| 9        | 2011年2月23日  | KODA KUMI "ETERNITY〜Love & Songs〜"at Billboard Live                  | DVD                            | DVD                                           | RZBD-46735          | 2位      |          |          |          |
| 9        | 2011年2月23日  | KODA KUMI "ETERNITY〜Love & Songs〜"at Billboard Live                  | Blu-ray                        | Blu-ray                                       | RZXD-46894          | 2位      |          |          |          |
| 10       | 2011年5月18日  | KODA KUMI 10th Anniversary 〜FANTASIA〜 in TOKYO DOME                  | 2DVD                           | 2DVD                                          | RZBD-46886～7       | 1位      |          |          |          |
| 10       | 2011年5月18日  | KODA KUMI 10th Anniversary 〜FANTASIA〜 in TOKYO DOME                  | Blu-ray                        | Blu-ray                                       | RZXD-46895～6       | 1位      |          |          |          |
| 11       | 2012年2月8日   | KODA KUMI LIVE TOUR 2011 〜Dejavu〜                                    | 2DVD                           | 2DVD                                          | RZBD-59042～3       | 1位      |          |          |          |
| 11       | 2012年2月8日   | KODA KUMI LIVE TOUR 2011 〜Dejavu〜                                    | Blu-ray                        | Blu-ray                                       | RZXD-59086～7       | 1位      |          |          |          |
| 12       | 2013年3月20日  | KODA KUMI Premium Night 〜Love & Songs〜                               | 2DVD                           | 2DVD                                          | RZBD-59357          | 5位      |          |          |          |
| 12       | 2013年3月20日  | KODA KUMI Premium Night 〜Love & Songs〜                               | Blu-ray                        | Blu-ray                                       | RZXD-59359          | 5位      |          |          |          |
| 13       | 2013年12月4日  | KODA KUMI LIVE TOUR 2013 〜JAPONESQUE〜                                | 3DVD                           | 初回プレス分のみ箔押し入りスリーブ仕様        | RZBD-59496          | 2位      |          |          |          |
| 13       | 2013年12月4日  | KODA KUMI LIVE TOUR 2013 〜JAPONESQUE〜                                | 2Blu-ray                       | 初回プレス分のみ箔押し入りスリーブ仕様        | RZXD-59493          | 2位      |          |          |          |
| 14       | 2014年10月8日  | Koda Kumi Hall Tour 2014 〜Bon Voyage〜                                | 2DVD                           | 2DVD                                          | RZBD-59692〜3       | 3位      |          |          |          |
| 14       | 2014年10月8日  | Koda Kumi Hall Tour 2014 〜Bon Voyage〜                                | Blu-ray                        | Blu-ray                                       | RZXD-59694          | 3位      |          |          |          |
| 15       | 2015年12月2日  | Koda Kumi 15th Anniversary Live Tour 2015 〜WALK OF MY LIFE〜          | 2DVD                           | 2DVD                                          | RZBD-86003～4       | 2位      |          |          |          |
| 15       | 2015年12月2日  | Koda Kumi 15th Anniversary Live Tour 2015 〜WALK OF MY LIFE〜          | Blu-ray                        | Blu-ray                                       | RZXD-86005          | 2位      |          |          |          |
| 16       | 2016年3月23日  | KODA KUMI 15th Anniversary LIVE The Artist                             | 2DVD                           | 2DVD                                          | RZBD-86070～1       | 2位      |          |          |          |
| 16       | 2016年3月23日  | KODA KUMI 15th Anniversary LIVE The Artist                             | Blu-ray                        | Blu-ray                                       | RZXD-86072          | 2位      |          |          |          |
| 17       | 2016年11月16日 | KODA KUMI LIVE TOUR 2016 〜Best Single Collection〜                    | DVD                            | DVD                                           | RZBD-86208          | 2位      |          |          |          |
| 17       | 2016年11月16日 | KODA KUMI LIVE TOUR 2016 〜Best Single Collection〜                    | Blu-ray                        | Blu-ray                                       | RZXD-86209          | 2位      |          |          |          |
| 17       | 2017年1月31日  | KODA KUMI LIVE TOUR 2016 〜Best Single Collection〜 “Documentary Film” | DVD                            | ファンクラブ限定盤                            | RZB1-86286          | ー       |          |          |          |
| 18       | 2017年12月6日  | KODA KUMI LIVE TOUR 2017 〜W FACE〜                                    | 2DVD+2CD                       | 初回生産限定盤                                | RZBD-86420～1/B～C  | 2位      |          |          |          |
| 18       | 2017年12月6日  | KODA KUMI LIVE TOUR 2017 〜W FACE〜                                    | Blu-ray+2CD                    | 初回生産限定盤                                | RZXD-86422/B～C     | 2位      |          |          |          |
| 18       | 2017年12月6日  | KODA KUMI LIVE TOUR 2017 〜W FACE〜                                    | 2DVD                           | 通常盤                                        | RZBD-86423～4       | 2位      |          |          |          |
| 18       | 2017年12月6日  | KODA KUMI LIVE TOUR 2017 〜W FACE〜                                    | Blu-ray                        | 通常盤                                        | RZXD-86425          | 2位      |          |          |          |
| 18       | 2017年12月6日  | KODA KUMI LIVE TOUR 2017 〜W FACE〜                                    | 2DVD+2CD+ダウンロードカード    | ファンクラブ限定盤                            | RZZ1-86426～7/B～D  | ー       |          |          |          |
| 18       | 2017年12月6日  | KODA KUMI LIVE TOUR 2017 〜W FACE〜                                    | Blu-ray+2CD+ダウンロードカード | ファンクラブ限定盤                            | RZZ1-86428/B～D     | ー       |          |          |          |
| 19       | 2019年3月20日  | KODA KUMI LIVE TOUR 2018 -DNA-                                         | DVD                            | DVD                                           | RZBD-86808          | 1位      |          |          |          |
| 19       | 2019年3月20日  | KODA KUMI LIVE TOUR 2018 -DNA-                                         | Blu-ray                        | Blu-ray                                       | RZXD-86809          | 1位      |          |          |          |
| 19       | 2019年3月20日  | KODA KUMI LIVE TOUR 2018 -DNA-                                         | 4DVD                           | ファンクラブ限定盤                            | RZB1-86810～3       | ー       |          |          |          |
| 2020年代 |                |                                                                        |                                |                                               |                     |          |          |          |          |
| 限定     | 2020年3月11日  | KODA KUMI LIVE TOUR 2019 re(LIVE) -Black Cherry- & -JAPONESQUE-        | 3DVD+2CD                       | ファンクラブ限定盤                            | RZXD-77094          | ー       |          |          |          |
| 限定     | 2020年3月11日  | KODA KUMI LIVE TOUR 2019 re(LIVE) -Black Cherry- & -JAPONESQUE-        | 3DVD+2CD                       | Loppi・HMV限定盤                              | RZXD-77094          | ー       |          |          |          |
| 20       | 2020年3月11日  | KODA KUMI LIVE TOUR 2019 re(LIVE) 〜Black Cherry〜                     | 2DVD                           | 2DVD                                          | RZBD-77095～6       | 7位      |          |          |          |
| 20       | 2020年3月11日  | KODA KUMI LIVE TOUR 2019 re(LIVE) 〜Black Cherry〜                     | Blu-ray                        | Blu-ray                                       | RZBD-77097          | 7位      |          |          |          |
| 21       | 2020年3月11日  | KODA KUMI LIVE TOUR 2019 re(LIVE) 〜JAPONESQUE〜                       | 2DVD                           | 2DVD                                          | RZBD-77092～3       | 8位      |          |          |          |
| 21       | 2020年3月11日  | KODA KUMI LIVE TOUR 2019 re(LIVE) 〜JAPONESQUE〜                       | Blu-ray                        | Blu-ray                                       | RZBD-77094          | 8位      |          |          |          |
| 22       | 2021年3月10日  | KODA KUMI 20th ANNIVERSARY TOUR 2020 MY NAME IS...                     | 2DVD                           | 通常盤                                        | RZBD-77314～5       | 3位      |          |          |          |
| 22       | 2021年3月10日  | KODA KUMI 20th ANNIVERSARY TOUR 2020 MY NAME IS...                     | 2Blu-ray                       | 通常盤                                        | RZXD-77316～7       | 3位      |          |          |          |
| 22       | 2021年3月10日  | KODA KUMI 20th ANNIVERSARY TOUR 2020 MY NAME IS...                     | 3DVD+2CD+写真集+Tシャツ        | ファンクラブ限定盤                            | RZZ1-77318～20/B～C | ー       |          |          |          |
| 22       | 2021年3月10日  | KODA KUMI 20th ANNIVERSARY TOUR 2020 MY NAME IS...                     | 3Blu-ray+2CD+写真集+Tシャツ    | ファンクラブ限定盤                            | RZZ1-77322～4/B～C  | ー       |          |          |          |
| 23       | 2022年8月24日  | KODA KUMI Love & Songs 2022                                            | DVD+スマプラ                   | 通常盤                                        | RZBD-77578          | TBA      |          |          |          |
| 23       | 2022年8月24日  | KODA KUMI Love & Songs 2022                                            | Blu-ray+スマプラ               | 通常盤                                        | RZXD-77579          | TBA      |          |          |          |
| 23       | 2022年8月24日  | KODA KUMI Love & Songs 2022                                            | 2DVD+2CD+トートバッグ          | ファンクラブ限定盤                            | RZZ1-77580～1/B～C  | ー       |          |          |          |
| 23       | 2022年8月24日  | KODA KUMI Love & Songs 2022                                            | 3Blu-ray+2CD+トートバッグ      | ファンクラブ限定盤                            | RZZ1-77582～3/B～C  | ー       |          |          |          |
| 24       | 2023年11月8日  | KODA KUMI LIVE TOUR 2023 〜angeL & monsteR〜                           | 2DVD                           | 2DVD                                          | RZBD-77826～7       | 未公表   |          |          |          |
| 24       | 2023年11月8日  | KODA KUMI LIVE TOUR 2023 〜angeL & monsteR〜                           | 2Blu-ray                       | 2Blu-ray                                      | RZXD-77828～9       | 未公表   |          |          |          |
| 24       | 2023年11月8日  | KODA KUMI LIVE TOUR 2023 〜angeL & monsteR〜                           | 3DVD+フォトブック              | ファンクラブ限定盤                            | RZZ1-77830～2       | ー       |          |          |          |
| 24       | 2023年11月8日  | KODA KUMI LIVE TOUR 2023 〜angeL & monsteR〜                           | 3Blu-ray+フォトブック          | ファンクラブ限定盤                            | RZZ1-77833～5       | ー       |          |          |          |

### ダウンロード
| タイトル     | 備考 | 収録作品                                                    |
| ------------ | --- | ----------------------------------------------------------- |
| Get It On    | 2ndベストアルバム『BEST〜second session〜』の収録曲「Introduction」のフルバージョン。                                                   | コンピレーションアルバム 『OUT WORKS & COLLABORATION BEST』 |
| Venus        | P&G「ジレット Venus」CMソング。 7thアルバム『TRICK』の「CD＋2DVD」形態の「初回TRICKプライス盤」内にボーナス・トラックとして収録された。 | 7thアルバム 『TRICK』 (初回TRICKプライス盤のみ)             |
| Hey Baby!    | テレビ朝日系アニメ『クレヨンしんちゃん』12代目オープニングテーマ。 2010年8月6日〜2011年1月28日まで起用された。                          | 9thアルバム 『Dejavu』                                      |
| Melting      | そごう・西武「冬市」CMソング。 2010年12月27日〜2011年1月3日まで起用された。                                                             | 9thアルバム 『Dejavu』                                      |
| On my way    | 東海テレビ制作・フジテレビ系オトナの土ドラ「真昼の悪魔」主題歌。 13thアルバムリリースに先駆けて、先行配信された。                       | 13thアルバム 『W FACE 〜inside〜』                          |
| Ultraviolet  | 14thアルバムリリースに先駆けて、先行配信された。                                                                                        | 14thアルバム 『W FACE 〜outside〜』                         |
| Wicked Girls | 14thアルバムリリースに先駆けて、先行配信された。                                                                                        | 14thアルバム 『W FACE 〜outside〜』                         |

### 参加作品
| 番号 | 発売日            | 商品名                                                       | 歌                                                        | 楽曲                         | 備考                                                                                               |
| ---- | ----------------- | ------------------------------------------------------------ | --------------------------------------------------------- | ---------------------------- | -------------------------------------------------------------------------------------------------- |
| 1    | 2001年12月19日    | the meaning of peace                                         | 倖田來未、BoA                                             | 「the meaning of peace」     | |
| 2    | 2003年9月25日     | 99% Radio Show                                               | 99% Radio Allstars（ATSUSHI、SHUN、倖田來未、LISA、IGOR） | 「Be Mine」                  | |
| 2    | 2003年9月25日     | 99% Radio Show                                               | RATHER UNIQUE、倖田來未                                   | 「Every-After-Party」        | |
| 3    | 2005年4月         | VIVID                                                        | KM-MARKIT feat.倖田來未                                   | 「Rainy Day」                | |
| 4    | 2004年4月21日     | SWITCH feat. 倖田來未&Heartsdales/I ONLY WANT TO BE WITH YOU | LISA feat.倖田來未&Heartsdales                            | 「SWITCH」                   | PS2用ゲームソフト『クリムゾンティアーズ』オープニングテーマ                                        |
| 5    | 2005年7月20日     | DAIS presents 573 original compilation KONAMI HANABI         | 倖田來未、今井大介                                        | 「Super Sonic」              | |
| 6    | 2006年2月1日      | Pray/XXX feat. KODA KUMI                                     | SOULHEAD feat.倖田來未                                    | 「XXX」                      | |
| 7    | 2006年2月15日     | Lif-e-Motions                                                | TRF、倖田來未                                             | 「JOY -meets Koda Kumi-」    | |
| 8    | 2006年7月26日     | Pop Up! SMAP                                                 | 香取慎吾、倖田來未                                        | 「Everybody」                | |
| 9    | 2006年11月17日    | SPESHOW                                                      | 羅志祥、倖田來未                                          | 「Twinkle」                  | |
| 10   | 2006年11月22日    | WON'T BE LONG                                                | EXILE、倖田來未                                           | 「WON'T BE LONG」            | |
| 11   | 2007年3月28日     | COSMICOLOR                                                   | m-flo loves 倖田來未                                      | 「Simple & Lovely」          | |
| 12   | 2011年4月6日      | Free Wired                                                   | Far East Movement feat.倖田來未                           | 「Make It Bump」             | |
| 13   | 2011年7月20日     | LOVE & MESSAGE                                               | クレンチ&ブリスタ feat.倖田來未                           | 「Stands Up」                | |
| 14   | 2014年3月26日     | 私とドリカム -DREAMS COME TRUE 25th ANNIVERSARY BEST COVERS- | 倖田來未                                                  | 「IT'S SO DELICIOUS」        | |
| 15   | 2014年4月30日     | 明日笑っていられるように                                     | 東京プリンとたいせつな仲間たち                            | 「明日笑っていられるように」 | |
| 16   | 2015年12月16日    | #globe20th -SPECIAL COVER BEST-                              | 倖田來未                                                  | 「Wanderin' Destiny」        | |
| 17   | 2019年11月24日    | WON'T BE LONG -2019-                                         | EXILE ATSUSHI×倖田來未 feat.EXILE MAKIDAI（PKCZ®）        | 「WON'T BE LONG -2019-」     | |
| 18   | 2020年7月28日配信 | オーサカトーキョー                                           | EXILE ATSUSHI、倖田來未                                   | 「オーサカトーキョー」       | |
| 19   | 2020年11月25日    | Paradox Live Exhibition Show -悪漢奴等-                      | 悪漢奴等 feat.倖田來未                                    | 「EMPEROR -WE ON FIRE!!-」   | メディアミックスプロジェクト『Paradox Live』関連曲                                                 |
| 20   | 2022年3月30日     | All Night Carnival                                           | 倖田來未                                                  | 「One Night Carnival」       | |
| 21   | 2023年3月8日      | Trust・Last                                                  | 倖田來未、湘南乃風                                        | 「Trust・Last」              | テレビドラマ『仮面ライダーギーツ』主題歌 オリコン週間デジタルシングル(単曲)ランキングで1位を獲得。 |
| 21   | 2023年3月8日      | Trust・Last                                                  | 倖田來未                                                  | 「Change my future」         | 映画『仮面ライダーギーツ×リバイス MOVIEバトルロワイヤル』主題歌                                    |

- エピソード1（DJ YUTAKA、M-4「BELIEVE」（feat. 倖田來未））（2004年）
- Just Go feat. KODA KUMI（JHETT a.k.a.YAKKO for AQUARIUS）（2005年）

### 未音源化
| タイトル           | 発表日       | 備考 |
| ------------------ | ------------ | --- |
| Jump to the Breeze | 2023年6月2日 | スマホアプリゲーム『アズールレーン』リリース6周年を記念するテーマソング（中国本土） 2023年6月2日より、bilibili小室哲哉オフィシャルにてMV公開。 |

### 書籍
- 倖田來未写真集『Maroc』 （2006年7月25日）※撮影は写真家のレスリー・キーによるもの ISBN 978-4847029424
- 倖田式 （2006年12月28日） ISBN 978-4838717569
- KODA KUMI LIVE TOUR 2009 〜TRICK〜 裏 （2009年10月21日） ISBN 978-4847042072
- KODA KUMI 10th Anniversary BEST LIVE DVD BOX （2010年7月17日） ISBN 978-4796678209
- 倖田來未写真集『BRAZIL』（2010年12月6日） ISBN 978-4847043314
- 倖田歴 （2011年2月2日） ISBN 978-4062167628
- 倖田來未LIVE DVD SINGLES BEST青盤 （2011年8月2日） ISBN 978-4796684446
- 倖田來未LIVE DVD SINGLES BEST赤盤 （2011年8月2日） ISBN 978-4796684460
- KODA KUMI 15th Anniversary BEST LIVE HISTORY DVD BOOK （2015年3月26日） ISBN 978-4800239969
- 倖田來未流 美ボディの習慣（2016年10月14日）（9月29日、ローソン限定先行販売）ISBN 978-4799319826

## 受賞・記録

### 音楽賞
- 日本有線大賞
  - 第37回 新人賞（受賞曲「LOVE & HONEY」、2004年）
  - 第39回 大賞（受賞曲「夢のうた」、2006年）
  - 第41回 有線音楽優秀賞（受賞曲「Moon Crying」、2008年）
  - 第42回 有線音楽優秀賞（受賞曲「Lick me♥」、2009年）
- 日本レコード大賞
  - 第47回 大賞（受賞曲「Butterfly」、2005年）
  - 第48回 最優秀歌唱賞（2006年）
  - 第49回 金賞（受賞曲「愛のうた」、2007年）
  - 第50回 優秀作品賞（受賞曲「Moon Crying」、2008年）
  - 第51回 優秀作品賞（受賞曲「Lick me♥」、2009年）
- 日本ゴールドディスク大賞
  - 第20回、第21回 邦楽部門アーティスト・オブ・ザ・イヤー（2006年、2007年）
- MTV Video Music Awards Japan
  - 第5回 最優秀女性アーティストビデオ賞、最優秀ビデオ賞（受賞曲「Butterfly」、2006年）
  - 第6回 最優秀女性アーティストビデオ賞、最優秀ビデオ賞（受賞曲「夢のうた」、2007年）
  - 第7回 最優秀コラボレーションビデオ賞（受賞曲「LAST ANGEL feat.東方神起」、2008年）
- SPACE SHOWER Music Video Awards
  - BEST COLLABORATION VIDEO（受賞曲「D.D.D. feat. SOULHEAD」、2006年）
- ベストヒット歌謡祭
  - ポップスグランプリ（2006年、2007年）

### その他の受賞
- ベストジーニスト（2006 - 2010年）殿堂入り
- ネイルオブザイヤー
  - 「アーティスト部門賞」（2006 - 2008年）殿堂入り　※当時の賞名は「ネイルクィーン」
  - 「特別功労賞」（2023年）[35]
- 2006年DIMEトレンド大賞「話題の人物賞」
- 2006ユーキャン新語・流行語大賞トップ10（エロかっこいい（エロかわいい））
- 日本ジュエリーベストドレッサー賞2007「20代部門賞」

### 記録
- 音楽DVD1位獲得週 歴代1位（secret 〜FIRST CLASS LIMITED LIVE〜）通算7週1位（オリコン）
- 2006年、2007年CDトータルセールスアーティスト1位（オリコン）

## ライブ / イベント

### 出演イベント・フェス
| 公演年 | タイトル | 公演日・会場                                                       | 備考 |
| ------ | --- | ------------------------------------------------------------------ | --- |
| 2001年 | Emotional Beat Live in TOKYO                                                                                             | 6/28 渋谷AX                                                        | セットリスト ・TAKE BACK ・STILL IN LOVE ・Your Song ・Reflection（クリスティーナ・アギレラの曲をカバー） ・Trust Your Love |
| 2001年 | イベント名不明 | 8/5 名古屋 OZON                                                    | |
| 2001年 | イベント名不明 | 8/11 福島 NEO                                                      | |
| 2001年 | イベント名不明 | 8/12 新宿 CODE                                                     | |
| 2001年 | イベント名不明 | 8/26 北九州Fellow                                                  | |
| 2001年 | イベント名不明 | 8/31 新潟 Praha                                                    | |
| 2001年 | avex J-POP 2001 Final LIVE                                                                                               | 12/31 ヴェルファーレ                                               | avexのアーティスト達が集結した2001年を締めくくる一大スーパーライブ 他出演者：東京プリン/キーヤキッス/松下萌子/佐田真由美/BREATH/HΛL/dream/EXILE/move セットリスト ・TAKE BACK ・Trust Your Love 一年前はこのライブを客席から見ていた。当日は、両親と祖父母が見に来てくれたそう。 |
| 2002年 | Hot Stuff Super Live | 1/13 滋賀県大津市浜大津 CLUB B♭                                    | |
| 2002年 | ジャネットジャクソン来日記念 前夜祭イベントトリビュートライブ                                                            | 1/16 ヴェルファーレ                                                | ジャネットジャクソンの東京ドーム来日コンサートの前日に前夜祭イベントとして開催された。 イベントのトリを務めた。 セットリスト ・TAKE BACK ・Your Song ・I Get Lonely（ジャネット・ジャクソンの曲をカバー） ・COLOR OF SOUL                                                        |
| 2002年 | BREAK JAM | 1/28 福岡県福岡市 Be-1                                             | |
| 2002年 | LOVE LETTER | 4/6 名古屋CLUB QUATTRO 4/13 福岡イムズホール                       | 他出演者：AI/今井大介/amon/DJ HIYOCO 他出演者：AI/今井大介/amon |
| 2002年 | PIA SUPER LIVE GROOVE VOL.7                                                                                              | 4/19 ヴェルファーレ                                                | 他出演者：BREATH/move |
| 2002年 | cosmo EARTH CONSCIOUS ACT・EARTH DAY CONCERT 2002                                                                        | 4/22 日本武道館                                                    | 他出演者：CHAGE and ASKA/BoA/INSPi 歌唱曲 ・the meaning of peace（倖田來未＆BoA） ・TAKE BACK ・Trus Your Love ・So Into You ・TOKIO（沢田研二の曲。出演者全員で歌唱） このイベントについての記者会見、ラジオ生放送が3月11日に行われた。                                         |
| 2002年 | SWEET NIGHT | 4/24 ヴェルファーレ                                                | 雑誌[SWEET]の完全招待イベント |
| 2002年 | エイベックス株式会社 第15期 定時株主総会 株主限定LIVE                                                                    | 6/23 東京国際フォーラム                                            | 他出演者：木下伸市/BoA/Every Little Thing/EXILE/浜崎あゆみ |
| 2002年 | a-nation 2002 | 08/03 富山県総合運動公園陸上競技場 (富山県)                        | avex主催による野外イベント。 彼女にとって初めてのライブステージとなる。 |
| 2002年 | a-nation 2002 | 08/04 安比高原スキー場野外特設会場 (岩手県)                        | avex主催による野外イベント。 彼女にとって初めてのライブステージとなる。 |
| 2002年 | a-nation 2002 | 08/10 呉港特設野外会場 (広島県)                                    | avex主催による野外イベント。 彼女にとって初めてのライブステージとなる。 |
| 2002年 | a-nation 2002 | 08/11 ハウステンボス特設野外会場 (長崎県)                          | avex主催による野外イベント。 彼女にとって初めてのライブステージとなる。 |
| 2002年 | a-nation 2002 | 08/17 スポーツランドSUGO (宮城県)                                  | avex主催による野外イベント。 彼女にとって初めてのライブステージとなる。 |
| 2002年 | a-nation 2002 | 08/18 つま恋リゾート 彩の郷・多目的広場 (静岡県)                   | avex主催による野外イベント。 彼女にとって初めてのライブステージとなる。 |
| 2002年 | a-nation 2002 | 08/24 WTCオープンエアスタジアム (大阪府)                           | avex主催による野外イベント。 彼女にとって初めてのライブステージとなる。 |
| 2002年 | a-nation 2002 | 08/31 お台場野外特設会場 (東京都)                                  | avex主催による野外イベント。 彼女にとって初めてのライブステージとなる。 |
| 2002年 | a-nation 2002 | 09/01 お台場野外特設会場 (東京都)                                  | avex主催による野外イベント。 彼女にとって初めてのライブステージとなる。 |
| 2002年 | ZIP-FM SUMMER STATION FROM TOWERS GARDEN                                                                                 | 8/9 名古屋 TOWERS GARDEN                                           | |
| 2002年 | Surf Junction LIVE 2002 Super Corroborate Night Vol.7                                                                    | 9/7 甲府・昭和インターチェンジ横 特設会場                          | |
| 2002年 | Matsumoto ALECX R&B series Vol.1                                                                                         | 10/19 Matsumoto ALECX                                              | 主催：Matsumoto ALECX |
| 2002年 | Club SMASH in BA-COO | 10/26 CLUB BA-COO                                                  | fm fukuoka presents 他出演者：Heartsdales/日之内絵美/LISA |
| 2002年 | パナソニックセンタースーパーライヴ                                                                                       | 11/30 パナソニックセンター                                         | |
| 2002年 | マンダム presents LIVE JUNCTION Vol. 10                                                                                  | 11/4 なんばHatch                                                   | 毎日放送主催 他出演者：LISA/Tina/Heartsdales |
| 2002年 | Time machine presents Christmas The VIBE                                                                                 | 12/20 LUNErS 東京都港区麻布十番                                    | 他出演者：LISA |
| 2002年 | LUV NITE vol.68 | 12/21 CLUB LUV 群馬県伊勢崎市                                      | 他出演者：MIC BANDITZ/SOUL SCREAM |
| 2002年 | 申し訳ナイト | 12/22 PLANET 栃木県宇都宮市                                        | 他出演者：MIC BANDITZ etc... |
| 2002年 | Buppie Opening Event | 12/23 沖縄県北谷町美浜カーニバルパーク2F「Buppie」前・特設ステージ | |
| 2002年 | YOKOHAMA MUSIC LA FESTA                                                                                                  | 12/27 横浜ベイホール                                               | 他出演者：MIC BANDITZ/MOOMIN/RHYMESTER/HEARTSDALES/Miss Monday/OZROSAURUS/NANJAMAN/風林火山/DS YSS/SYNDICATE GIRLS/大蔵(fromケツメイシ) |
| 2002年 | ESSENTIAL | 12/30 京都WORLD                                                    | |
| 2003年 | KIRARA SPARKING LIVE | 2/23 山口市民会館                                                  | 他出演者：EXILE/MIC VANDITZ/Heartsdales/YOU THE ROCK/SAL |
| 2003年 | LINK Presents 絆 2003 | 3/9 名古屋市中区栄 OZON                                            | |
| 2003年 | vodafone presents The Graduation                                                                                         | 3/25 STUDIO COAST                                                  | 他出演者：倖田來未、day after tomorrow/move |
| 2003年 | SWEET'S | 3/27 西麻布yellow                                                  | |
| 2003年 | LUV NITE vol.76 | 4/18 伊勢崎 CLUB LUV                                               | |
| 2003年 | THE VIBE | 4/25 麻布十番LUNErS                                                | |
| 2003年 | SOUP | 4/26 水戸 Voice                                                    | |
| 2003年 | GOLD RUSH | 4/28 京都 club METRO                                               | |
| 2003年 | イベント名不明 | 4/29 大阪 Sam&Dave2                                                | |
| 2003年 | FASHION | 5/2 横浜 THE BRIDGE                                                | |
| 2003年 | DIVA vol.1 | 5/3 福井Hollys                                                     | |
| 2003年 | Hi FRESH | 5/5 横須賀 Caf Le RSYENCE                                          | |
| 2003年 | イベント名不明 | 5/9 熊本 ZION                                                      | |
| 2003年 | イベント名不明 | 5/10 仙台club JUNK BOX                                             | |
| 2003年 | イベント名不明 | 5/16 函館DRESS                                                     | |
| 2003年 | イラクの子ども支援チャリティコンサート                                                                                   | 6/30 ベルファーレ                                                  | 他出演者：day after tomorrow/BREATH/KOKIA |
| 2003年 | a-nation avex SUMMER FESTA 2003                                                                                          | 07/19 葛西臨海公園 野外特設会場 (東京都)                           | |
| 2003年 | a-nation avex SUMMER FESTA 2003                                                                                          | 07/20 葛西臨海公園 野外特設会場 (東京都)                           | |
| 2003年 | a-nation avex SUMMER FESTA 2003                                                                                          | 07/26 安比高原 特設ステージ (岩手県)                               | |
| 2003年 | a-nation avex SUMMER FESTA 2003                                                                                          | 08/02 国営海の中道海浜公園 野外特設会場 (福岡県)                   | |
| 2003年 | a-nation avex SUMMER FESTA 2003                                                                                          | 08/03 国営海の中道海浜公園 野外特設会場 (福岡県)                   | |
| 2003年 | a-nation avex SUMMER FESTA 2003                                                                                          | 08/10 ポートメッセなごや 野外特設会場 (愛知県)                     | |
| 2003年 | a-nation avex SUMMER FESTA 2003                                                                                          | 08/16 南港WTCオープンエアスタジアム (大阪府)                       | |
| 2003年 | a-nation avex SUMMER FESTA 2003                                                                                          | 08/17 南港WTCオープンエアスタジアム (大阪府)                       | |
| 2003年 | a-nation avex SUMMER FESTA 2003                                                                                          | 08/23 広島港出島野外特設会場 (広島県)                              | |
| 2003年 | a-nation avex SUMMER FESTA 2003                                                                                          | 08/30 お台場野外特設会場 (東京都)                                  | |
| 2003年 | a-nation avex SUMMER FESTA 2003                                                                                          | 08/31 お台場野外特設会場 (東京都)                                  | |
| 2004年 | a-nation avex SUMMER FESTA 2004                                                                                          | 07/31 富山県総合運動公園 陸上競技場 (富山県)                       | |
| 2004年 | a-nation avex SUMMER FESTA 2004                                                                                          | 08/07 国営海の中道海浜公園 野外特設会場 (福岡県)                   | |
| 2004年 | a-nation avex SUMMER FESTA 2004                                                                                          | 08/21 神戸ポートアイランド 2期芝生エリア (兵庫県)                  | |
| 2005年 | a-nation 2005 | 07/30 大分スポーツ公園 大分銀行ドーム (大分県)                     | |
| 2005年 | a-nation 2005 | 08/06 真駒内屋外競技場 (北海道)                                    | |
| 2005年 | a-nation 2005 | 08/13 ポートメッセなごや 野外特設会場 (愛知県)                     | |
| 2005年 | a-nation 2005 | 08/20 味の素スタジアム (東京都)                                    | |
| 2005年 | a-nation 2005 | 08/21 味の素スタジアム (東京都)                                    | |
| 2005年 | a-nation 2005 | 08/27 神戸ポートアイランド 2期神戸北空港会場 (兵庫県)              | |
| 2005年 | a-nation 2005 | 08/28 神戸ポートアイランド 2期神戸北空港会場 (兵庫県)              | |
| 2006年 | MTV VIDEO MUSIC AWARDS JAPAN 2006                                                                                        | 05/27 国立代々木競技場 第一体育館 (東京都)                         | 衛星放送MTV主催によるミュージック・アワードの企画イベント。 |
| 2006年 | エイベックス・グループ・ホールディングス株式会社 第19期 定時株主総会 株主限定LIVE                                        | 6/25 東京国際フォーラム                                            | 他出演者：中村中/大塚愛/安藤裕子/葉加瀬太郎/浜崎あゆみ |
| 2006年 | a-nation 2006 | 07/29 国営越後丘公園 野外特設ステージ (新潟県)                     | |
| 2006年 | a-nation 2006 | 08/05 国営海の中道海浜公園 野外会場 (福岡県)                       | |
| 2006年 | a-nation 2006 | 08/12 ポートメッセなごや 野外特設会場 (愛知県)                     | |
| 2006年 | a-nation 2006 | 08/19 神戸ポートアイランド 2期神戸空港北会場 (兵庫県)              | |
| 2006年 | a-nation 2006 | 08/20 神戸ポートアイランド 2期神戸空港北会場 (兵庫県)              | |
| 2006年 | a-nation 2006 | 08/26 味の素スタジアム (東京都)                                    | |
| 2006年 | a-nation 2006 | 08/27 味の素スタジアム (東京都)                                    | |
| 2006年 | J-WAVE LIVE 2000+6 | 08/18 国立代々木競技場 第一体育館 (東京都)                         | 代々木公演でのステージは、同年5月27日に行われたMTV主催イベント以来に行われた。 今作は、FMラジオ「J-WAVE」主催によるものである。 |
| 2006年 | Rhythm Nation 2006 | 12/16 国立代々木競技場 第一体育館 (東京都)                         | avex主催の野外フェスイベント「a-nation」と対する姉妹イベント。自身が所属するレーベルrhythm zone主催となるイベントである。同所属レーベルのアーティストらが共演した。 また、この年で同会場での主催イベントだけで計4回も出演を果たした。                                            |
| 2006年 | Rhythm Nation 2006 | 12/17 国立代々木競技場 第一体育館 (東京都)                         | avex主催の野外フェスイベント「a-nation」と対する姉妹イベント。自身が所属するレーベルrhythm zone主催となるイベントである。同所属レーベルのアーティストらが共演した。 また、この年で同会場での主催イベントだけで計4回も出演を果たした。                                            |
| 2007年 | エイベックス・グループ・ホールディングス株式会社 第20期 定時株主総会 株主限定LIVE                                        | 6/24 東京国際フォーラム                                            | 他出演者：JONTE/高杉さと美/SEAMO/MEGARYU/TRF/浜崎あゆみ |
| 2007年 | a-nation 2007 | 07/28 名取スポーツパーク (宮城県)                                  | |
| 2007年 | a-nation 2007 | 08/04 愛媛県総合運動公園 (愛媛県)                                  | |
| 2007年 | a-nation 2007 | 08/12 つま恋 多目的広場 (静岡県)                                   | |
| 2007年 | a-nation 2007 | 08/19 神戸ポートアイランド 2期神戸空港北会場 (兵庫県)              | |
| 2007年 | a-nation 2007 | 08/25 味の素スタジアム (東京都)                                    | |
| 2007年 | a-nation 2007 | 08/26 味の素スタジアム (東京都)                                    | |
| 2007年 | J-WAVE LIVE 2000+7 | 08/18 横浜アリーナ (神奈川県)                                      | |
| 2008年 | エイベックス・グループ・ホールディングス株式会社 第21期 定時株主総会 株主限定LIVE                                        | 6/22 さいたまスーパーアリーナ                                      | 他出演者：木山裕策/東方神起/alan/mihimaru GT/安室奈美恵/後藤真希/槇原敬之/大塚愛/TRF/EXILE |
| 2008年 | a-nation 2008 | 07/26 愛媛県総合運動公園 ニンジニアスタジアム (愛媛県)             | |
| 2008年 | a-nation 2008 | 08/02 宮城県総合運動公園 陸上競技場 (宮城県)                       | |
| 2008年 | a-nation 2008 | 08/10 石川県西部緑地公園陸上競技場 (石川県)                        | |
| 2008年 | a-nation 2008 | 08/17 ポートメッセなごや 野外特設会場 (愛知県)                     | |
| 2008年 | a-nation 2008 | 08/23 みなと堺グリーンひろば (大阪府)                              | |
| 2008年 | a-nation 2008 | 08/24 みなと堺グリーンひろば (大阪府)                              | |
| 2008年 | a-nation 2008 | 08/30 味の素スタジアム (東京都)                                    | |
| 2008年 | a-nation 2008 | 08/31 味の素スタジアム (東京都)                                    | |
| 2008年 | J-WAVE LIVE 2000+8 | 08/15 国立代々木競技場 第一体育館 (東京都)                         | |
| 2009年 | au by KDDI presents オンタマカーニバル 2009                                                                              | 01/25 横浜アリーナ (神奈川県)                                      | 携帯電話会社au（KDDI）主催によるイベント。 |
| 2009年 | エイベックス・グループ・ホールディングス株式会社 第22期 定時株主総会 株主限定LIVE                                        | 6/28 さいたまスーパーアリーナ                                      | 他出演者：GIRL NEXT DOOR/alan/Elliott Yamin/Acid Black Cherry/blueman group/水谷豊/SEAMO/mihimaru GT/大塚愛 |
| 2009年 | a-nation 2009 | 08/01 熊本県農業公園カントリーパーク (熊本県)                      | |
| 2009年 | a-nation 2009 | 08/08 愛媛県総合運動公園 (愛媛県)                                  | |
| 2009年 | a-nation 2009 | 08/23 味の素スタジアム (東京都)                                    | |
| 2009年 | a-nation 2009 | 08/29 長居スタジアム (大阪府)                                      | |
| 2009年 | J-WAVE LIVE 2000+9 | 08/14 横浜アリーナ (神奈川県)                                      | |
| 2010年 | a-nation'10 | 08/07 愛媛県総合運動公園 (愛媛県)                                  | |
| 2010年 | a-nation'10 | 08/21 長居スタジアム (大阪府)                                      | |
| 2010年 | a-nation'10 | 08/22 長居スタジアム (大阪府)                                      | |
| 2010年 | a-nation'10 | 08/28 味の素スタジアム (東京都)                                    | |
| 2010年 | a-nation'10 | 08/29 味の素スタジアム (東京都)                                    | |
| 2011年 | a-nation for Life 10th Anniversary Charge ▶︎ Go! ウィダーinゼリー                                                         | 07/30 愛媛県総合運動公園 (愛媛県)                                  | |
| 2011年 | a-nation for Life 10th Anniversary Charge ▶︎ Go! ウィダーinゼリー                                                         | 08/06 国営の中道海浜公園 野外劇場 (福岡県)                         | |
| 2011年 | a-nation for Life 10th Anniversary Charge ▶︎ Go! ウィダーinゼリー                                                         | 08/13 ポートメッセなごや 野外特設会場 (愛知県)                     | |
| 2011年 | a-nation for Life 10th Anniversary Charge ▶︎ Go! ウィダーinゼリー                                                         | 08/20 長居スタジアム (大阪府)                                      | |
| 2011年 | a-nation for Life 10th Anniversary Charge ▶︎ Go! ウィダーinゼリー                                                         | 08/27 味の素スタジアム (東京都)                                    | |
| 2011年 | a-nation for Life 10th Anniversary Charge ▶︎ Go! ウィダーinゼリー                                                         | 08/28 味の素スタジアム (東京都)                                    | |
| 2013年 | a-nation island Departure / stadium fes.                                                                                 | 08/03 国立代々木競技場 第一体育館 (東京都)                         | - a-nation island Departure |
| 2013年 | a-nation island Departure / stadium fes.                                                                                 | 08/25 長居スタジアム (大阪府)                                      | - a-nation stadium fes. |
| 2013年 | a-nation island Departure / stadium fes.                                                                                 | 09/01 味の素スタジアム (東京都)                                    | - a-nation stadium fes. |
| 2013年 | GirlsAward 2013 AUTUMN / WINTER                                                                                          | 09/28 国立代々木競技場 第一体育館 (東京都)                         | |
| 2014年 | a-nation taiwan | 09/13 南港101文創会館 (台湾)                                       | 「a-nation」としては初の国外での公演を開催。 2014年a-nationでの出演はこの公演のみとなる。 |
| 2014年 | 大坂の陣400年音楽祭 | 09/28 大阪城西の丸庭園 特設会場 (大阪府)                           | |
| 2015年 | KANSAI COLLECTION 2015 SPRING & SUMMER                                                                                   | 04/12 京セラドーム大阪 (大阪府)                                    | |
| 2015年 | TOKAI SUMMIT'15 | 07/26 ナガシマスパーランド 芝生広場特設ステージ (三重県)           | |
| 2015年 | a-nation stadium fes. | 08/22 ヤンマースタジアム長居 (大阪府)                              | |
| 2015年 | a-nation stadium fes. | 08/29 味の素スタジアム (東京都)                                    | |
| 2015年 | イナズマロックフェス 2015                                                                                                | 09/19 滋賀県草津市烏丸半島芝生広場 (滋賀県)                        | 西川貴教主催による野外イベントフェス。 |
| 2015年 | 第21回 東京ガールズコレクション 2015 AUTUMN / WINTER                                                                     | 09/27 国立代々木競技場 第一体育館 (東京都)                         | |
| 2016年 | a-nation island「FEVER a-nation」                                                                                        | 08/02 国立代々木競技場 第一体育館 (東京都)                         | パチスロとa-nationのコラボレーションによるスペシャル・ライブ。 なお、単発公演やツアーを除けば、これが2016年唯一のイベント出演となった。 |
| 2017年 | KICK THE CAN CREW 「復活祭」                                                                                             | 09/07 日本武道館 (東京都)                                          | KICK THE CAN CREWがデビュー20周年を迎えることを記念して行われた、再集結イベント。 前年に引き続き、2017年唯一のイベント出演。 |
| 2018年 | スッキリ SUPER LIVE in 武道館ッス 2018                                                                                   | 04/21 日本武道館 (東京都)                                          | 日本テレビ系列の報道番組「スッキリ」主催による、初の音楽イベント。 |
| 2018年 | a-nation 2018 | 07/26 ナガシマスーパーランド 芝生広場特設ステージ (三重県)         | avex創業30周年を記念して「a-nation」を全面リニューアルした形で行われた。 初日である7月26日の三重公演ではこの年に起きた台風の影響により、開催17年目・同フェスとして初の中止となった。「a-nation」の出演としては2年ぶりとなる。                                                    |
| 2018年 | a-nation 2018 | 08/04 ハウステンボス ロッテルダム特設会場 (長崎県)                 | avex創業30周年を記念して「a-nation」を全面リニューアルした形で行われた。 初日である7月26日の三重公演ではこの年に起きた台風の影響により、開催17年目・同フェスとして初の中止となった。「a-nation」の出演としては2年ぶりとなる。                                                    |
| 2018年 | a-nation 2018 | 08/19 ヤンマースタジアム長居 (大阪府)                              | avex創業30周年を記念して「a-nation」を全面リニューアルした形で行われた。 初日である7月26日の三重公演ではこの年に起きた台風の影響により、開催17年目・同フェスとして初の中止となった。「a-nation」の出演としては2年ぶりとなる。                                                    |
| 2018年 | a-nation 2018 | 08/26 味の素スタジアム (東京都)                                    | avex創業30周年を記念して「a-nation」を全面リニューアルした形で行われた。 初日である7月26日の三重公演ではこの年に起きた台風の影響により、開催17年目・同フェスとして初の中止となった。「a-nation」の出演としては2年ぶりとなる。                                                    |
| 2019年 | a-nation 2019 | 07/20 青森港新中央埠頭 特設会場 (青森県)                           | |
| 2019年 | a-nation 2019 | 08/18 ヤンマースタジアム長居 (大阪府)                              | |
| 2019年 | 東日本大震災・熊本地震復興チャリティー 2019 神宮外苑花火大会                                                             | 08/10 明治神宮外苑 (東京都)                                        | |
| 2020年 | LIVE EMPOWER CHILDREN 2020 Supporterd by Aflac                                                                           | 02/15 東京国際フォーラム ホールA (東京都)                          | |
| 2020年 | MUSIC AID FEST. 〜FOR POST PANDE…                                                                                        | 05/31 (都内某所)                                                   | 新型コロナウイルス(COVID-19)感染拡大を受けて、医療従事者・フロントラインワーカーズを支援する形として立ち上げたイベント。 テレワーク形式によるリモートでの演出にて行われた。 |
| 2020年 | a-nation online 2020 | 08/29 (都内某所)                                                   | - <<Blue Stage>> (※有料) 開催18年目にして、初めてオンライン形式での有料生配信が行われた。 |
| 2022年 | エイベックス株式会社 臨時株主総会 エイベックス株主総会ライブ「avex next-gen + a ～ avex shareholders exclusive live ～」 | 11/20 東京ドームシティホール                                       | 大トリ セットリスト ・キューティーハニー ・Butterfly ・愛のうた ・め組のひと 他出演者：avex ROYALBRATS/Awesome City Club/QUEENDOM/GENIC/Da-iCE |
| 2024年 | avex class | 8/18 J:COMアリーナ下関                                             | 講師として登壇 「avex class」とは、自身の体験談を通じて子供たちに「才能や夢を信じる力」の大切さを伝えるプログラム |

## 出演

### CM
本人出演のみ
- ジェムケリー（2005年 - 2007年）
- コカコーラ「ダイエットコカコーラ」（2006年）
- 東芝携帯電話ソフトバンクモバイル
  - 「Vodafone 705T」「SoftBank 811T」（2006年）
  - 「SoftBank911T」「SoftBank815T」（2007年）
- オリコカード Koda Kumi MasterCard編（2006年）
- 森永製菓「ウィダー プロテインバー」（2006年 - 2008年）
- SANKYO 「KODA KUMI FEVER LIVE IN HALL」（2007年、2009年）
- 本田技研工業 「ゼスト・スポーツ」（2007年 - 2008年）
- コーセーヴィセ （2007年 - 2008年）
- P&G「Gillette Venus Body」（2007年 - 2008年）
- キリンビール 「キリンチューハイ 氷結」（2007年）
- au by KDDI 「LISMO」（2008年〜2009年）-CM内で「Stay with me」のPVがO.A.
- そごう・西武「そごう・西武・ロビンソン「冬市」テレビ」（2009年 - 2011年）
- 第一興商
  - 「WANNA SING」（2010年）
  - 「LIVE DAM LIVE」（2010年 - 2011年）
- ペプシネックス（2010年）
- セブンネットショッピング（2010年 - 2011年）
- クラシエ「いち髪」（2010年 - 2011年）

### テレビドラマ
- ブスの瞳に恋してる 第11話（2006年6月20日、関西テレビ） - タイアップによる特別出演
- 美男ですね 第1話（2011年7月15日、TBSテレビ） - 本人 役
- リカ 第6話（2019年11月16日、東海テレビ） - 本人 役

### NHK紅白歌合戦出場歴
| 年度   | 放送回 | 回 | 曲目                          | 備考                                          |
| ------ | ------ | -- | ----------------------------- | --------------------------------------------- |
| 2005年 | 第56回 | 初 | 倖田來未 スペシャルバージョン | 後半トップバッター                            |
| 2006年 | 第57回 | 2  | 夢のうた                      |                                               |
| 2007年 | 第58回 | 3  | 愛のうた                      |                                               |
| 2008年 | 第59回 | 4  | TABOO                         |                                               |
| 2009年 | 第60回 | 5  | 2009紅白 KODA SPECIAL         | 「It's all Love!」でmisonoと 共演(ゲスト扱い) |
| 2010年 | 第61回 | 6  | KODA KUMI 2010 Special Medley |                                               |
| 2011年 | 第62回 | 7  | 愛を止めないで                |                                               |
| 2012年 | 第63回 | 8  | Go to the top                 |                                               |

### 映画
- キューティーハニー（2004年、ワーナー・ブラザース映画） - ディーバ役（カメオ出演）「The theme of Sister Jill」を歌唱
- 西遊記（2007年、東宝映画） - 偽三蔵法師役

### ラジオ
- SESSIONS 4（FM NORTHWAVE） - 水曜
- OH! MY RADIO（2008年10月8日 - 2009年9月、J-WAVE） - 2009年4月以降は隔週出演

### ゲーム
- ファイナルファンタジーX-2（2003年、スクウェア） - レン役（声優、モーションアクター）

### パチンコ、パチスロ
すべてSANKYOから発売。
パチンコ
- KODA KUMI FEVER LIVE IN HALL（2007年）
- KODA KUMI FEVER LIVE IN HALL II（2009年）
- FEVER KODA KUMI III 〜Love Romance〜（2012年）
- FEVER KODA KUMI LEGEND LIVE（2014年）
- FEVER KODA KUMI V SPECIAL LIVE（2017年）

パチスロ
- KODA KUMI PACHISLOT LIVE IN HALL（2007年）
- KODA KUMI PACHISLOT LIVE IN HALL II（2009年）

### 連載
- Love Diary （「BLENDA」2012年11月号 -）